# Théories sur la méthode de construction des pyramides égyptiennes

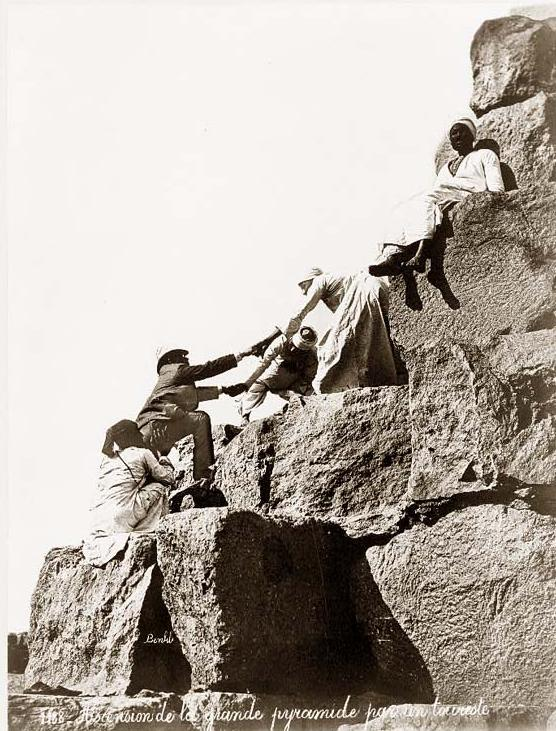
Photographie de 1875 montrant un touriste recevant l'aide d’Égyptiens pour escalader la Grande pyramide.

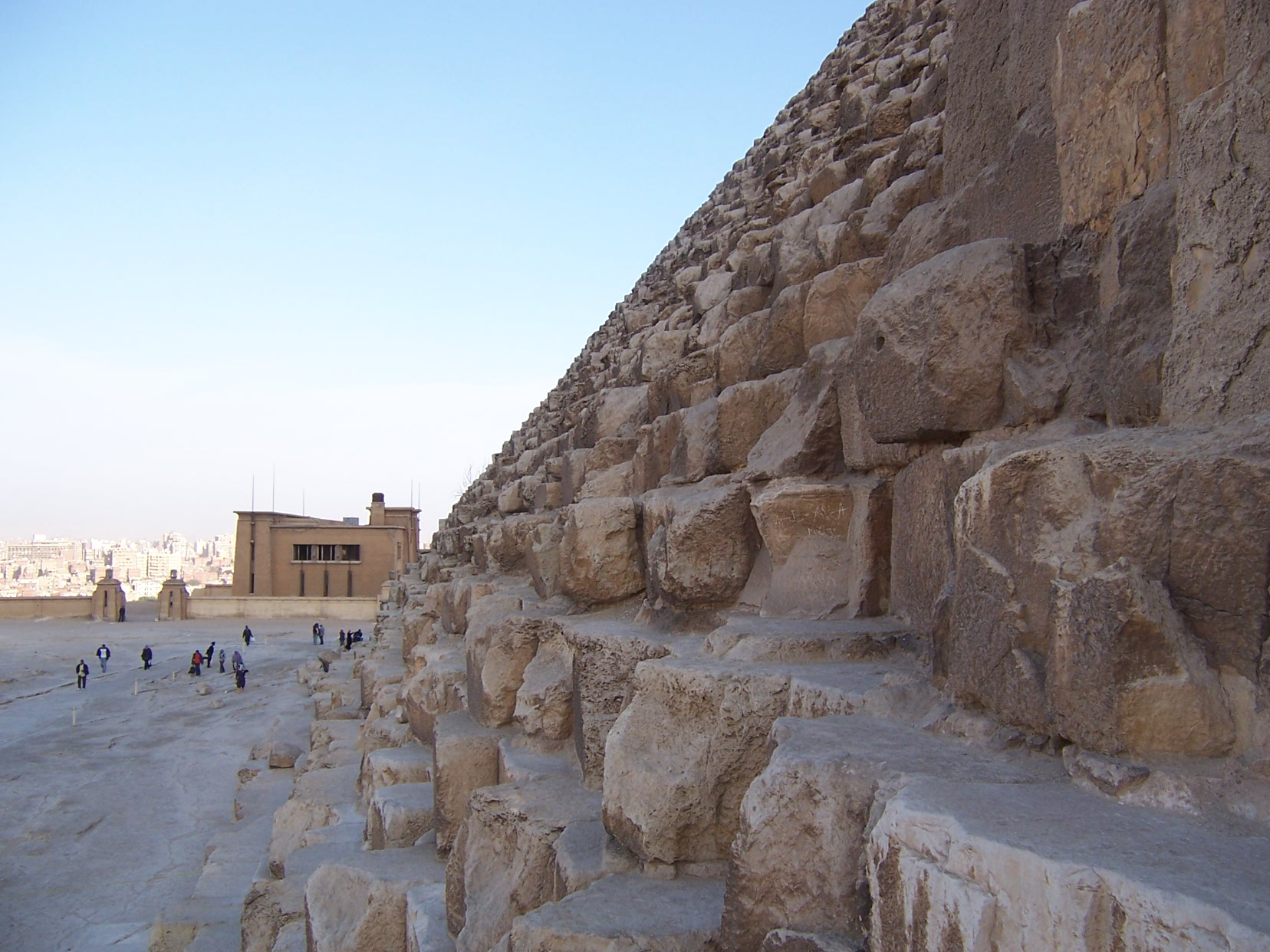
Premières assises de la Grande pyramide.

Les méthodes de construction des pyramides égyptiennes demeurent incertaines. Les données archéologiques sur ces chantiers gigantesques restent très fragmentaires, tandis que les théories fleurissent et se multiplient, surtout depuis la fin du XIXe siècle, sans parler des diverses spéculations pseudo-scientifiques de pyramidologie.
Elles se focalisent généralement sur la Grande pyramide, partant du principe qu'une méthode pouvant expliquer sa construction peut également s'appliquer à toutes les autres pyramides d'Égypte. En fait, rien ne permet d'affirmer que les mêmes méthodes aient été appliquées à toutes les pyramides, de tous types, toutes tailles et toutes époques.

## Problématique et contraintes
Les anciens Égyptiens ont dû résoudre les nombreux problèmes posés par la construction des pyramides par les ressources et des connaissances techniques qu'ils avaient alors à leur disposition.

### Contraintes physiques et matérielles

#### Différents types de blocs
Il faut distinguer plusieurs types de blocs :
- ceux qui composent probablement l'essentiel de la masse des pyramides : un libage grossier en calcaire nummulitique, matériau présent sur le site, constitué de pierres très inégales, mais pouvant peser plusieurs tonnes, avec des interstices pouvant atteindre plus de 10 cm. Ce libage de pierres à peine équarries est visible dès l'entrée (percée d'Al-Mamoun) et dans les sapes (niche de la chambre de la reine)[1] ;

- une enveloppe de la même matière (calcaire nummulitique), constituant les gradins fort bien taillés et parfaitement réglés (mais de hauteur variable) visibles de nos jours sur l'ensemble des faces de la pyramide, d'une masse de l'ordre de 2 à 2,5 tonnes ;

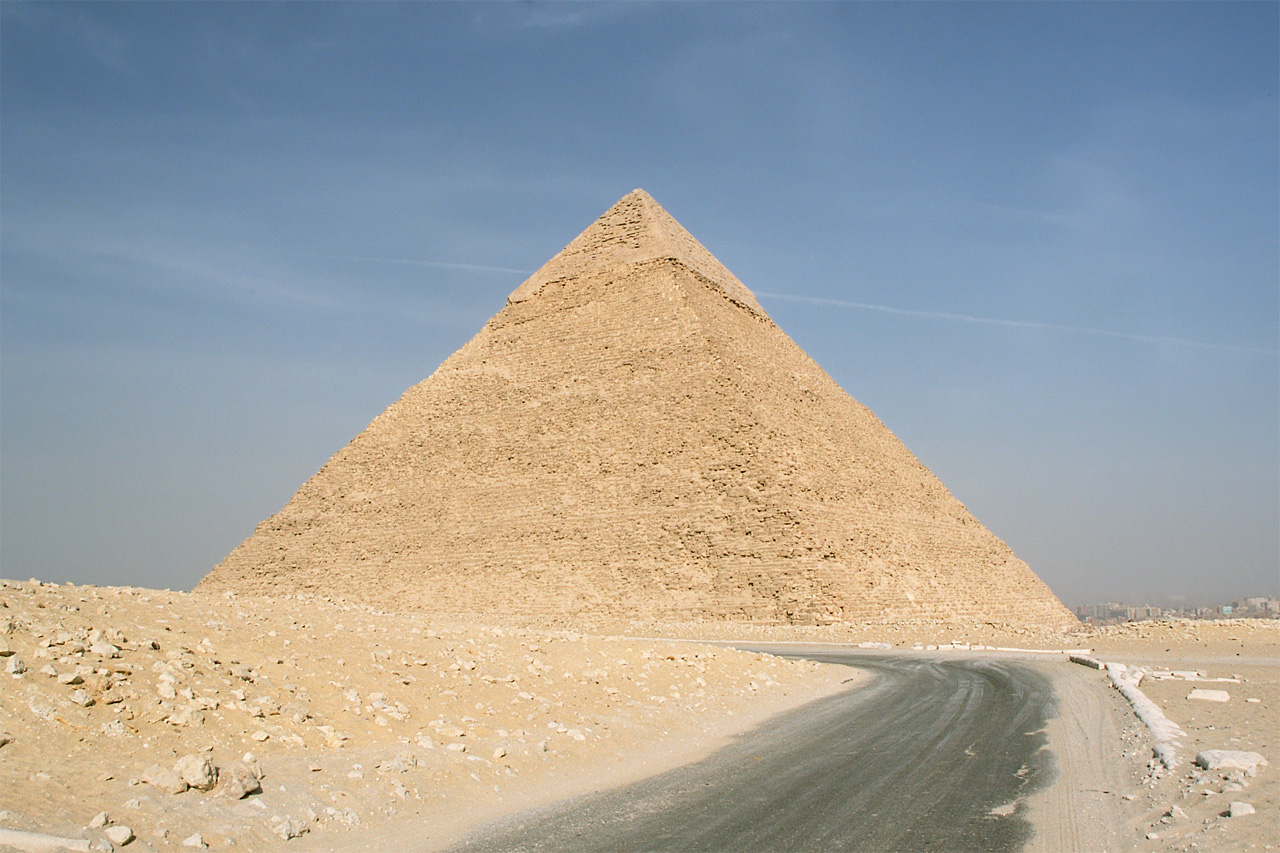
Pyramide de Khéphren. On distingue au sommet les restes du parement en calcaire fin.

- les blocs du parement extérieur (disparus sur Khéops : seuls quelques-uns sont encore en place sur la première assise, mais ces blocs de parement lisse issus d'une carrière souterraine de Tourah sont bien visibles au sommet de Khéphren ou sur Dahchour-Sud/Rhomboïdale) ;

- les blocs de parement intérieur (tous couloirs des pyramides, ou grande galerie de Khéops, par exemple) en calcaire fin (mais parfois en granit, comme dans la chambre du roi), minutieusement taillés et ajustés ;

- des blocs mégalithiques pouvant atteindre des dizaines de tonnes, comme les cinquante-deux monolithes de la chambre du roi de la pyramide de Khéops qui peuvent peser chacun de 25 à 40 tonnes, en syénite, une roche plutonique proche du granite mais sans quartz, qui provient de carrières lointaines telle la carrière d'Assouan, ou encore les énormes chevrons de calcaire de l'entrée ou des chambres royales des pyramides de Khéops et autres.

#### Taillage des blocs
Un exemple sur les méthodes et outils employés pour le débit des blocs mégalithiques peut être observé sous la forme d'un obélisque inachevé dans les carrières d'Assouan, débité semble-t-il par percussions répétitives.

#### Allégations sur la taille des blocs
- William Matthew Flinders Petrie fait une campagne de mesure sur la Grande Pyramide, et relève cette grande précision : « La variation moyenne dans la découpe des blocs comparée à une ligne droite ou un carré théoriques parfaits, est de l'ordre de 0,010 pour une longueur de 75 in[2]. », soit 0,254 mm d'erreur sur une longueur de 1,90 m. Pour obtenir ce niveau de précision, il est nécessaire de posséder les outils et les méthodes de mesure encore plus précis : on parle ici d'une tolérance de 0,00013 pour 1. Petrie mesura les dimensions de la pyramide elle-même, et mit en évidence une erreur de seulement vingt centimètres pour un carré parfait de 230,30 m, une erreur moyenne sur les angles droits de la base de 0° 3´ 6", et une erreur moyenne sur l'orientation suivant les quatre points cardinaux également de 0° 3´ 6". La base de la pyramide a été nivelée avec une erreur de 21 mm seulement.[réf. nécessaire]
- Christopher Dunn (en), un auteur de livres de pyramidologie, sans formation académique en égyptologie, mesure en 1992 l'angle intérieur du coffre de la chambre du roi et indique une valeur constante de 5/32 pouces (soit un rayon de quatre millimètres) sur toute la profondeur et sur les quatre angles. Il mesure également la planéité d'un bloc de granite de vingt-sept tonnes, d'une précision de 0,000 2 pouces (soit 0,005 mm)[3][Information douteuse].

Néanmoins, la vaste majorité des blocs de calcaires constituant la pyramide ont été taillés grossièrement, et seule une minorité de blocs apparents a été taillée avec précision.

#### Transport des blocs
Les méthodes de transport ont dû être très diverses, selon le type des blocs à acheminer. Il faut envisager un transport fluvial pour certains, et des moyens terrestres pour d'autres ; les gros blocs de granit extraits des carrières de Haute Égypte ont dû connaître successivement les deux modes de transport.
Dans une étude parue dans la revue scientifique PNAS, en 2022, un paysage caché que nous ne pouvons plus voir peut expliquer le mystère des pyramides. Pour édifier les pyramides, les ingénieurs de l'Égypte ancienne auraient tiré parti du Nil et de ses crues annuelles, en utilisant un ingénieux système de canaux et de bassins au pied du plateau de Gizeh.

#### Levage et la pose des blocs
La plus haute des pyramides, celle de Khéops, culminant autrefois à 146 mètres, les Égyptiens durent appliquer des techniques permettant d'élever et de poser des blocs de plusieurs tonnes jusqu'à ces hauteurs. De plus, les blocs les plus lourds (environ 73 tonnes) ont, eux, dû être élevés sur une cinquantaine de mètres (jusqu'à la Chambre du roi dont ils forment le « toit »).[réf. nécessaire]

#### Nombre de blocs nécessaires
Bien que le nombre de 2 000 000 ait été souvent avancé, il ne correspond en rien à la réalité des travaux des pyramides, qui ne sont pas constituées uniquement de pierres proprement taillées.
Selon les mesures de Charles Piazzi Smyth, il existe deux cents couches de blocs sur la pyramide, donc on obtient d'après cette relation, environ 2,5 millions de blocs

### Contraintes matérielles
S'il est possible de tailler et de polir des matériaux avec des outils de dureté inférieure, le travail humain à fournir s'en trouve multiplié, ainsi que l'usure des outils, et donc la quantité de matériaux nécessaire pour outiller les ouvriers.
Des percuteurs en roche dures (granit, diorite) sont une hypothèse probable pour la taille du calcaire tendre constituant la grande majorité des blocs de la pyramide.
- L'absence de la roue (les blocs de pierres étaient transportés sur des traîneaux, comme le montrent certaines représentations d'époque).

Une main d'œuvre d'environ 100 000 hommes (selon Hérodote), ou bien de 10 000 à 15 000 au plus fort des travaux selon les estimations modernes.
Le nombre de 100 000 ouvriers est probablement un chiffre proposé par Hérodote pour impressionner le lecteur, la population en Égypte n'excédant pas un million d'habitants à cette époque

### Contrainte temporelle
- Hérodote rapporte que la grande pyramide de Gizeh aurait été construite en vingt ans, estimation reprise par l'historien antique Manéthon. L'année de début et la durée de construction de la pyramide sont des hypothèses généralement validées par les égyptologues, parce qu'elles correspondent aux 23 à 25 années, suivant les sources, du règne du Pharaon Khéops[8]. Ces estimations ne sont malheureusement attestées par aucun écrit contemporain, mais déduites logiquement par la destination admise de la pyramide comme étant le tombeau de ce pharaon, hypothèse elle-même non attestée par des écrits.

- L'historien grec rapporte également que les ouvriers égyptiens n'y travaillaient que trois mois chaque année[9] (sa formulation, ambiguë, laisse croire qu'ils étaient renouvelés tous les trois mois, mais cette période correspond probablement à la saison des crues pendant laquelle des milliers de paysans étaient embrigadés au titre de la corvée, nombre bien supérieur à celui des ouvriers travaillant de manière permanente[10]). Cela ferait donc soixante mois de travail, soit seulement cinq ans en temps de travail effectif. Ce qui reviendrait à poser environ 1 369 blocs par jour. Si ces cinq ans étaient travaillés vingt-quatre heures sur vingt-quatre, il faudrait compter environ cinquante-sept blocs à l'heure, taillés, transportés, montés et ajustés au millimètre près pour certains d'entre eux. Mais cette interprétation confond fréquence et « durée de la chaîne » : le fait que cinquante-sept blocs soient placés en moyenne par heure ne signifie pas que la chaîne de fabrication produise et place cinquante-sept blocs par heure, notamment du fait que les différentes étapes de la production sont simultanées pour des blocs différents.

Cependant, si les théories des rampes d'accès externes sont envisagées (voir plus loin dans cet article), il convient d'ajouter à ce calcul les blocs et matériaux nécessaires à la réalisation des rampes elles-mêmes.
Il convient également de prendre en compte les autres pyramides réalisées pendant les 25 ans du règne du pharaon Khéops (Pyramide G1D, Pyramide G1A, Pyramide G1B et Pyramide G1C), qui même de dimensions largement plus modestes, ont nécessité de la même façon des ressources en hommes, matériaux, outils et vivres.

## Apports de l'égyptologie

### Origine et exploitation des matières premières
Les pyramides de l'Ancien Empire sont entièrement maçonnées en blocs de pierre, plus ou moins bien équarris suivant leur destination dans le monument.

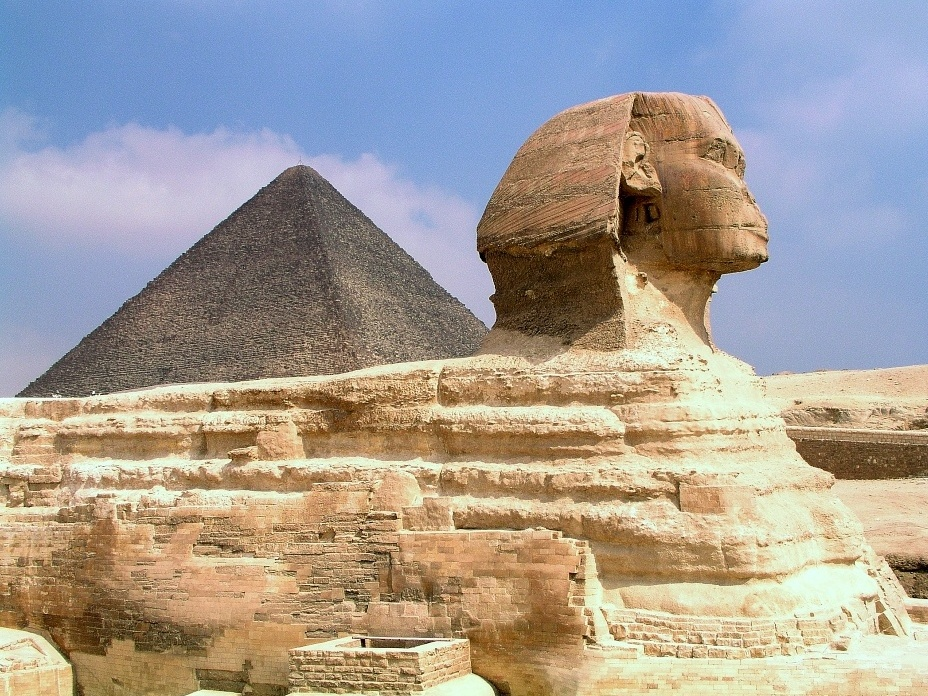
Les strates de calcaire nummulitique visibles sur le corps du sphinx.

#### Massif interne des pyramides
Les pierres du massif interne (enveloppe et libage) des pyramides de ce groupe proviennent des carrières locales dont des traces subsistent sur le plateau de Gizeh, en contrebas et tout autour du sphinx. Le calcaire nummulitique de ces carrières se présente en bancs horizontaux de hauteur et de dureté très variables, séparés par des couches d'argile « tafla », qui forment une sorte de clivage facilitant considérablement l'extraction des blocs de pierre.
Georges Goyon émet l'hypothèse que les pierres détachées de la carrière par couches horizontales entre les lits d'argile ont été simplement débitées en gros blocs et remontées sur la pyramide dans le même ordre, avec des joints par conséquent parfaits sans qu'on ait eu à les retoucher.
Cette hypothèse fournit une explication à l'absence d'interstices constatée entre les joints verticaux de l'enveloppe des pyramides, et à la présence de joints obliques ou irréguliers, très difficiles à réaliser autrement. Elle expliquerait aussi les irrégularités de hauteur des assises, déterminées par l'épaisseur des bancs de pierre en exploitation.

#### Revêtement de calcaire fin

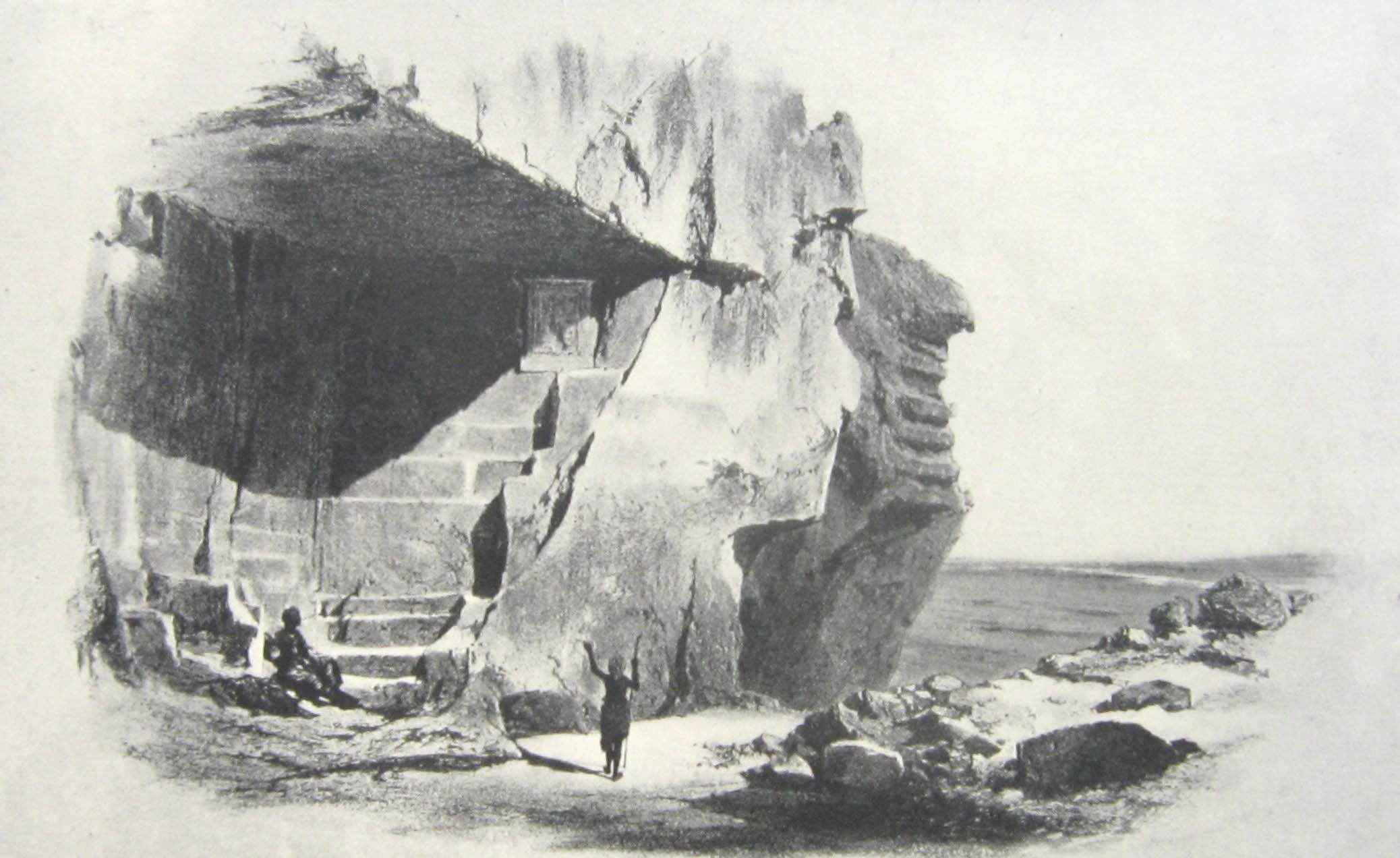
Une carrière à Tourah.

Les pyramides étaient couvertes de blocs de calcaire fin et dur parfaitement taillés et polis, provenant des carrières de Tourah et d'El-Maasara.

#### Revêtement de granit (Khéphren, Mykérinos)
Les blocs de granit rose parant la base des pyramides de Khéphren et de Mykérinos, également utilisés pour la maçonnerie des appartements funéraires, provenaient des lointaines carrières de Syène (Assouan).

#### Matériaux des pyramides du Moyen Empire
Par contre, le gros de la maçonnerie d'une pyramide du Moyen Empire n'est composé que de briques crues : seul le revêtement et les murs de renfort de la structure sont en calcaire.

### Outils

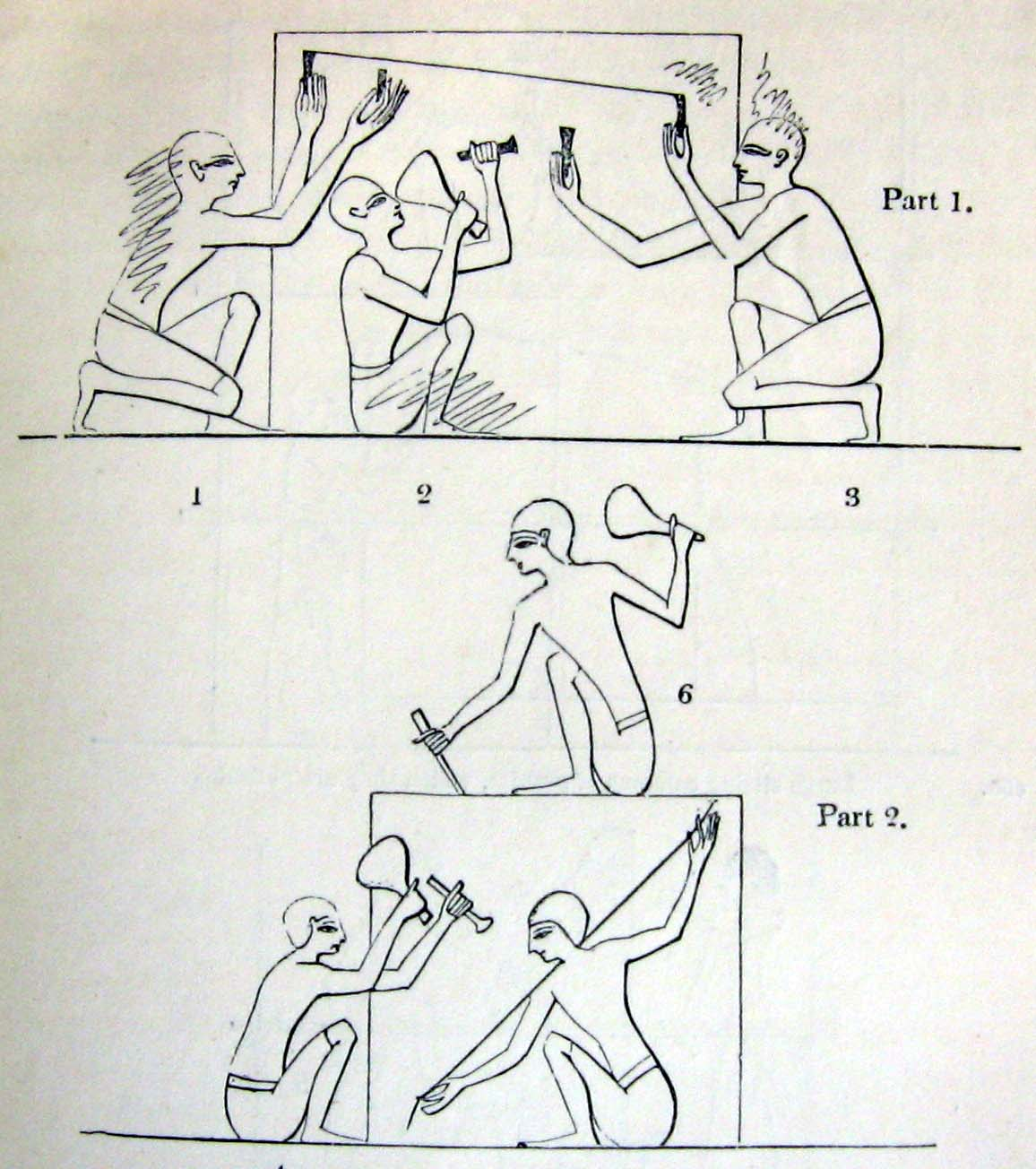
Taille d'un bloc de pierre
Tombe de Rekhmirê (XVIIIe dynastie)

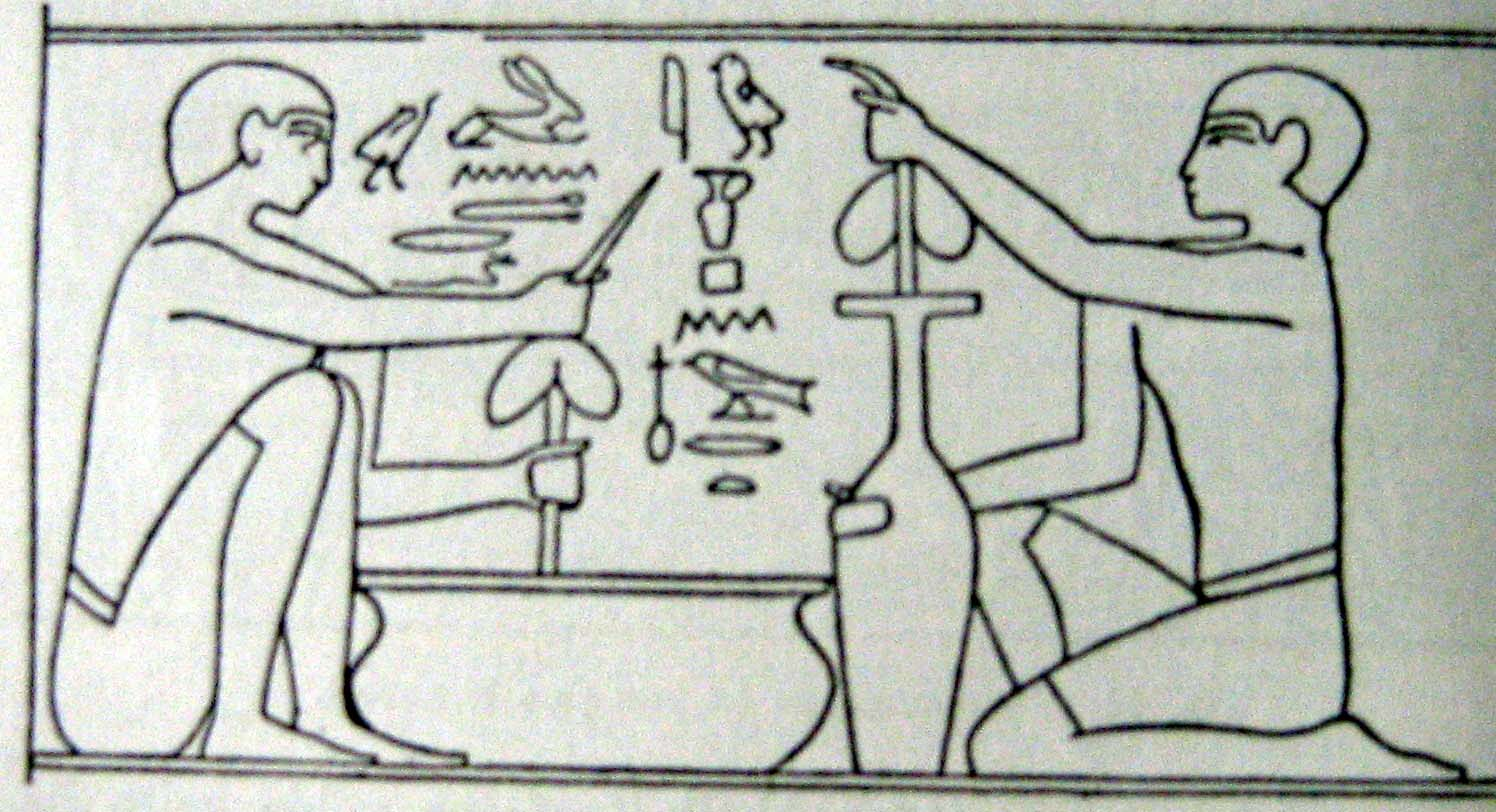
Fabrications d'un vase en pierre à l'aide de forets

Les outils que les Égyptiens avaient à leur disposition sous l'Ancien Empire étaient hérités, pour l'essentiel, du Néolithique. Les anciens ont acquis, à l'aide de l'outillage lithique, une grande expérience dans la taille des pierres dures, comme en témoignent les vases sculptés durant la période thinite.
Cet outillage se composait de masses et de marteaux en diorite ou en dolérite, de lames et de couteaux en silex, de percuteurs et de forets. Des demi-sphères de calcaire permettaient le concassage de débris en poudre destinée à la fabrication du mortier.
Le métal utilisé sous l'Ancien Empire était essentiellement le cuivre, utilisé sous la forme du ciseau ou de la scie sans dents alliée au sable (composé de grains de quartz) utilisé comme abrasif. Ce dernier instrument permettait de découper les pierres les plus dures comme a pu le démontrer expérimentalement Denys A. Stocks.

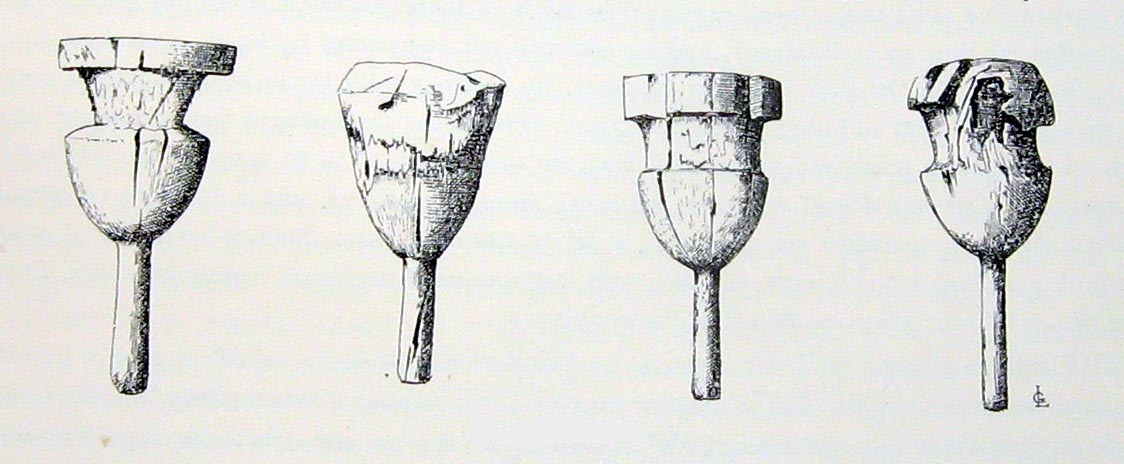
Maillets

Certains[Qui ?] considèrent aujourd'hui que les Égyptiens ne l'utilisaient pas pur : les minerais de l'époque contenaient des pourcentages d'arsenic et de bismuth constituant un alliage plus dur que le cuivre pur.
Le bois était également présent sur les chantiers, employé pour la fabrication de traineaux, de leviers et de rondins ainsi que pour l'extraction des pierres.

#### Leviers à bascule et ascenseurs oscillants

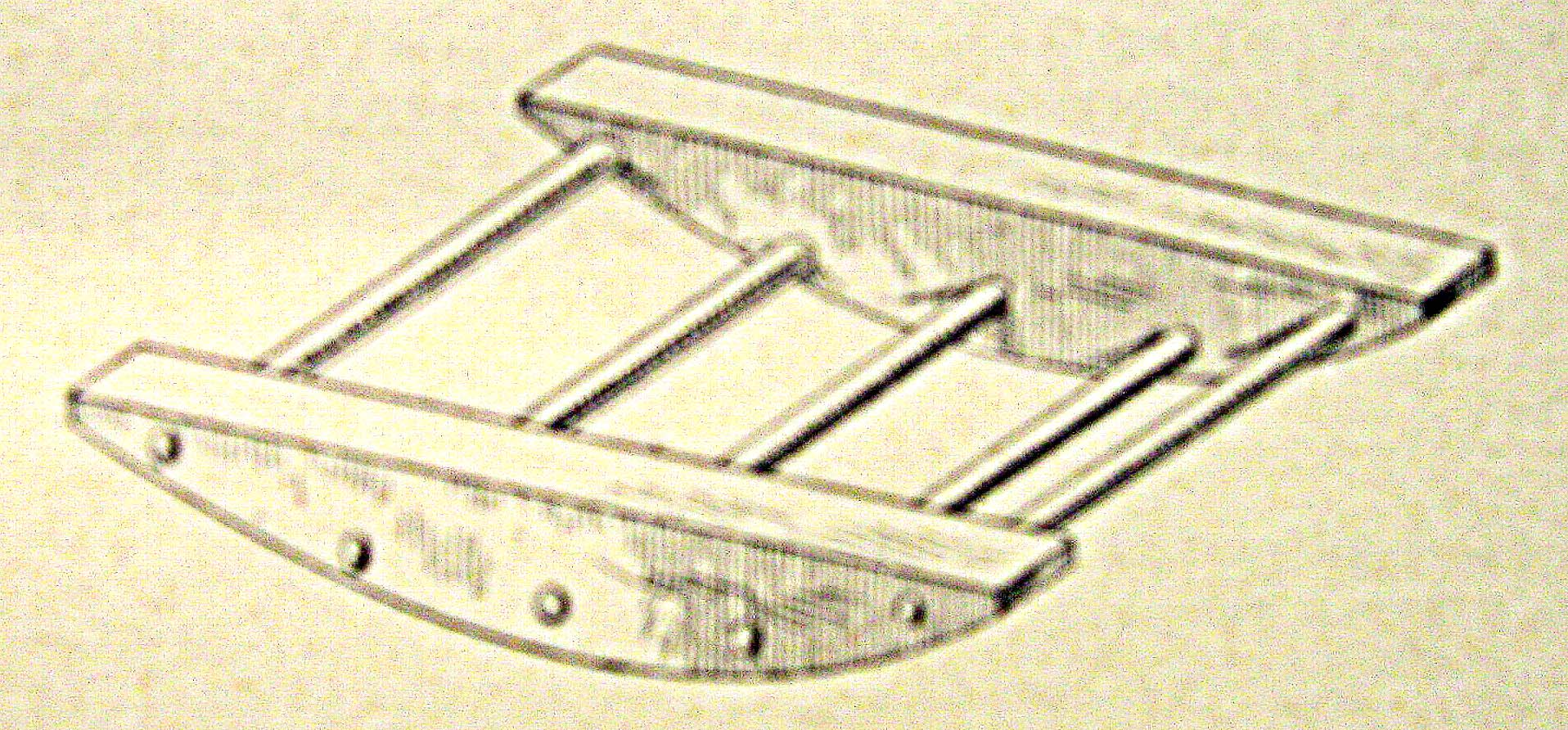
Ascenseur oscillant

Des leviers à bascule ont été utilisés par toutes les civilisations.
Il existe au Musée du Caire un instrument en bois appelé ascenseur oscillant, sorte de traîneau à patins courbes dont le bloc fixé sur le berceau oscillant s'élève grâce à des cales de plus en plus hautes posées sous chaque extrémité. Cet appareil ayant servi dans des constructions permet de soulever des pierres de plusieurs tonnes. Des tests de faisabilité et de rapidité ont permis de considérer l'usage de cet outil comme possible. Malgré sa « relative lenteur », il a la faveur de Georges Legrain et de Flinders Petrie, alors que pour d'autres égyptologues, cette technique ne fut pas utilisée avant le Nouvel Empire : aucune trace n'est trouvée concernant son usage lors du Moyen ou Ancien Empire.

### Transport des blocs de pierre

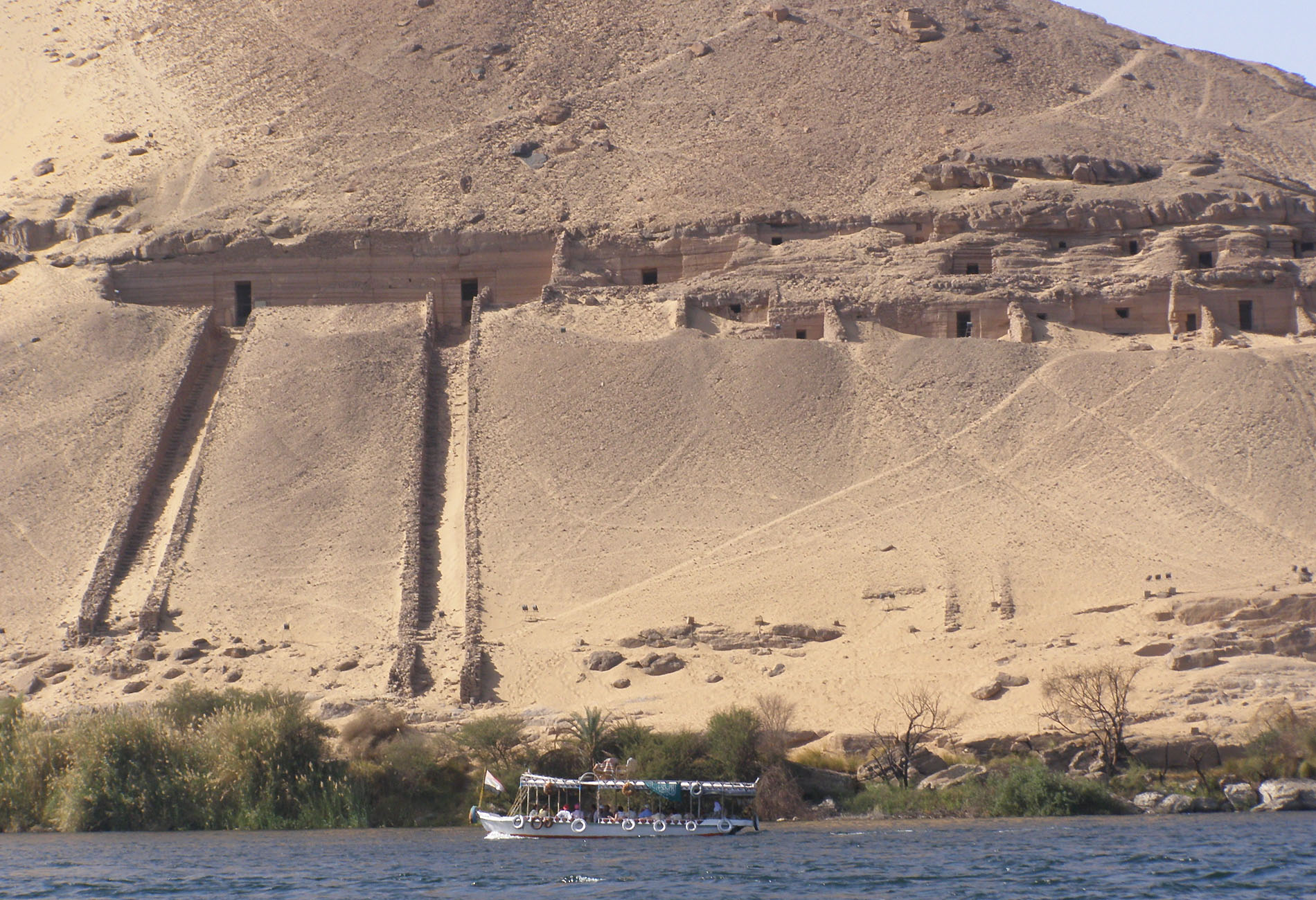
Rampes frontales, tombes des nomarques, Assouan

Les documents sûrs ne datent que du Nouvel Empire, voire du Moyen Empire. Les quelques traces archéologiques éparses (vestiges de rampes, bas-reliefs) de l'Ancien Empire ne permettent pas de trancher définitivement le débat imposé par le manque de sources épigraphiques. Toutefois, en considérant la constance des anciens Égyptiens en matière de construction et la lenteur de l'évolution des techniques dans l'antiquité, il est possible de supposer des méthodes employées pour acheminer des pierres provenant, pour les plus lointaines d'entre elles, de la région d'Assouan.

#### Halage
Une fois la pierre extraite du front de taille, les ouvriers devaient la poser sur un traîneau de halage en bois (acacia d'Égypte, chêne ou Cèdre du Liban) qu'ils faisaient ensuite glisser sur le sol à l'aide de cordes en chanvre, quel que soit l'éloignement du chantier de la pyramide.
Le plus ancien traîneau connu date de la XIIe dynastie (découvert dans la nécropole royale de Dahchour, il est exposé au Musée égyptien du Caire) et servit, non pas à déplacer des pierres de taille, mais à transporter les grandes barques funéraires du complexe funéraire de Sésostris III.
Un bas-relief datant du Moyen Empire et relatant le transport du colosse de Djéhoutihétep fixé sur un traîneau illustre parfaitement ce principe. Nul doute alors que les lourdes charges (barques ou blocs de pierres) devaient emprunter, d'une manière générale, ce moyen de transport pour les longues distances. Des voies devaient être aménagées afin de faciliter le glissement des traîneaux, comme le suggère la glissière de Mirgissa. Ces derniers étaient tirés par des hommes dont le nombre variait en fonction de la charge à tirer et de la pente. Ainsi le colosse de Djéhoutihétep, pesant une soixantaine de tonnes, est tiré par 172 hommes répartis sur quatre files.
Le transport d'énormes monolithes, comme celui du temple haut du complexe funéraire de Khéphren, pesant plus de 400 tonnes pour un volume de 170 mètres cubes, est plus problématique. Le déplacement de telles masses, dont le poids égale celui des obélisques mis en œuvre sous le Nouvel Empire, se faisait-il sur traîneau ou bien sur des poutres ? Toute solution proposée ne peut être que conjecturale.
Les pierres étaient toutes halées par des hommes, comme le montre une autre rare représentation de la Ve dynastie : deux files de haleurs sont représentées sur un bas-relief de la chaussée de Sahourê. La charge à tirer a disparu de la scène, mais la légende décrit le transport du pyramidion qui devait coiffer le sommet de la pyramide. Par ailleurs, une peinture du Nouvel Empire, exécutée dans une carrière à Ma'asara, nous montre un bloc de taille tiré par trois bovins. Ce fait, sans doute exceptionnel, n'exclut donc pas que les Égyptiens aient pu faire appel, dès le début de leur histoire, à la traction animale.

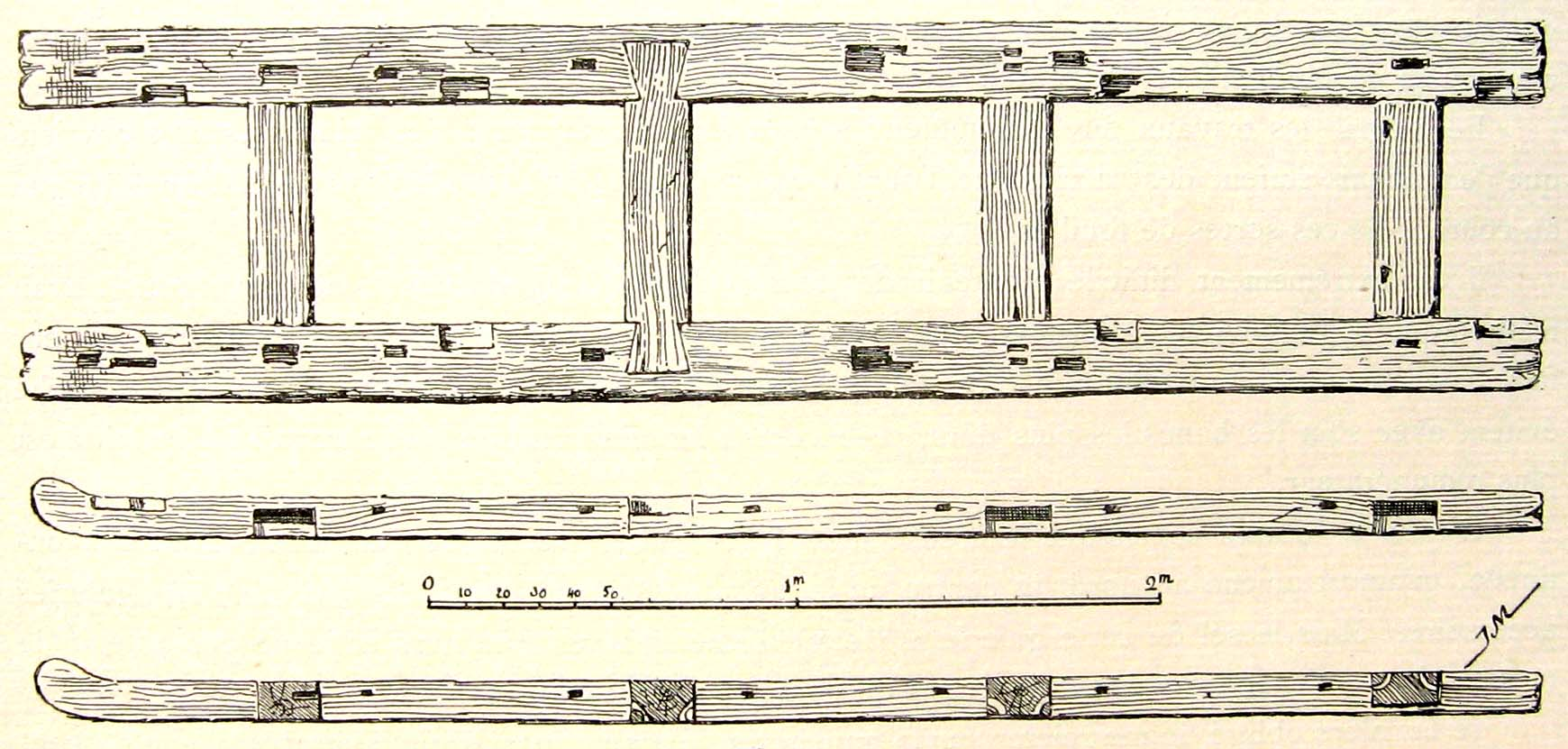
Traîneau de transport, (XIIe dynastie)
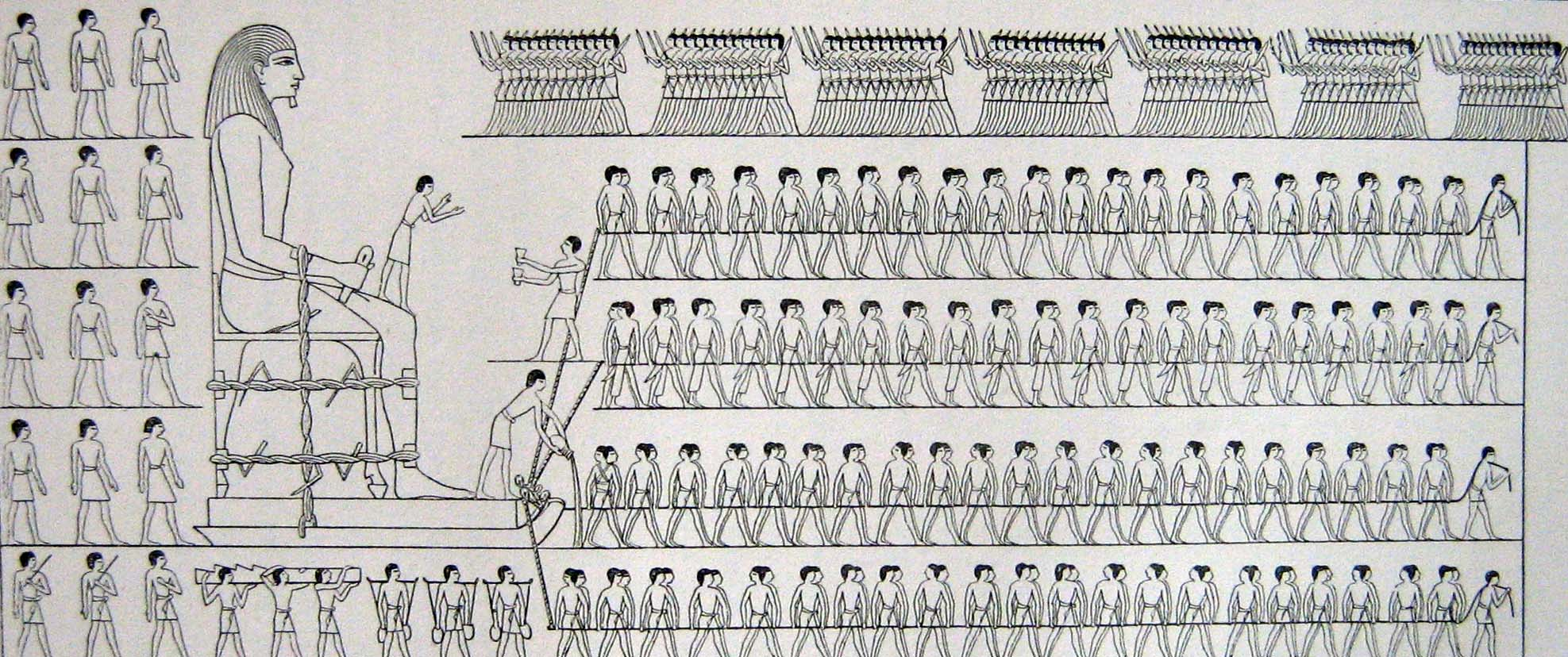
Transport du colosse du nomarque Djéhoutihétep, (XIIe dynastie)
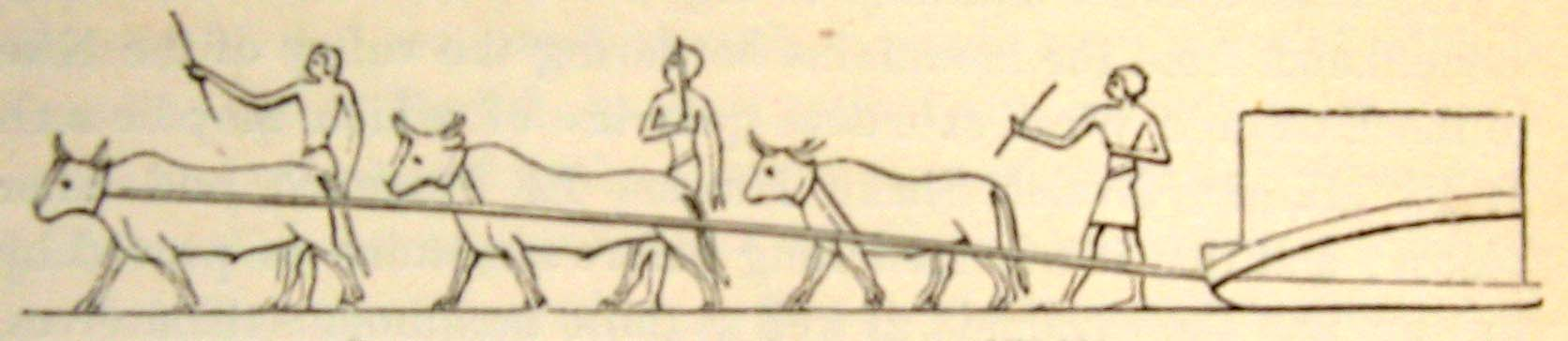
Transport d'une pierre de taille à l'aide de bœufs, carrières de Ma'asara (XVIIIe dynastie)

#### Transport par voie fluviale
Afin d'acheminer les pierres extraites des lointaines carrières (Assouan est situé à près de mille kilomètres de la région memphite des pyramides), le transport fluvial sur le Nil était nécessaire, comme le confirme le journal de Merer (papyrus rédigés par un fonctionnaire, l'inspecteur Merer).
Le transport par voie fluviale, parfaitement maîtrisé, était essentiel aux anciens Égyptiens. Ils avaient à leur disposition des embarcations spécialement adaptées aux lourdes charges (barges transportant des colonnes monolithiques et sans doute des blocs de granite à fond de cale ou suspendus dans l'eau entre deux embarcations), comme l'atteste le bas-relief de la chaussée d'Ounas. L'activité atteignait son maximum durant la période des inondations, mais, afin de remédier aux difficultés liées aux périodes de décrue, une voie navigable a été creusée parallèlement et à l'ouest du Nil, permettant aux convois de débarquer leurs lourdes charges dans les ports situés à l'emplacement des temples bas des divers chantiers.

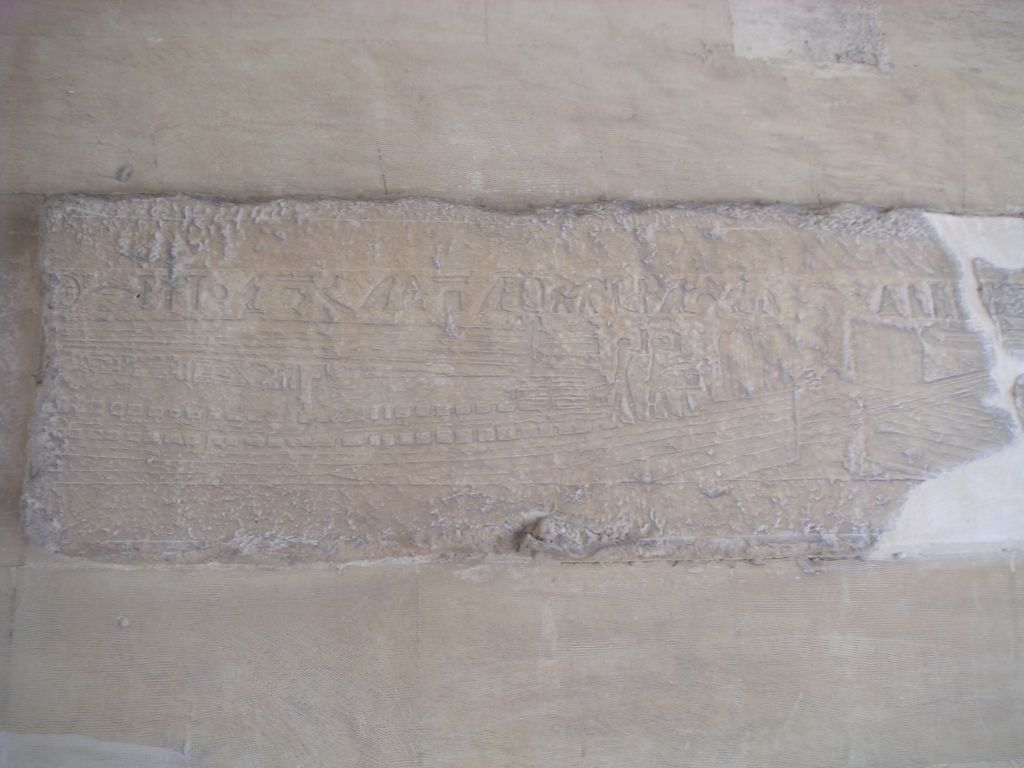
Transport de colonnes monolithiques à l'aide grandes barges, (Ve dynastie)

#### Élévation des pierres

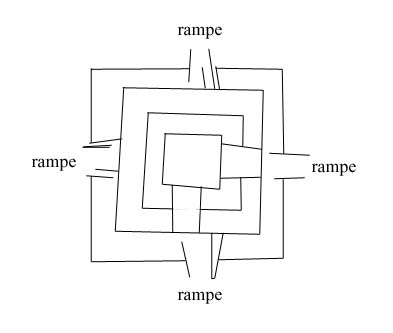
Rampes de la pyramide de Sinki

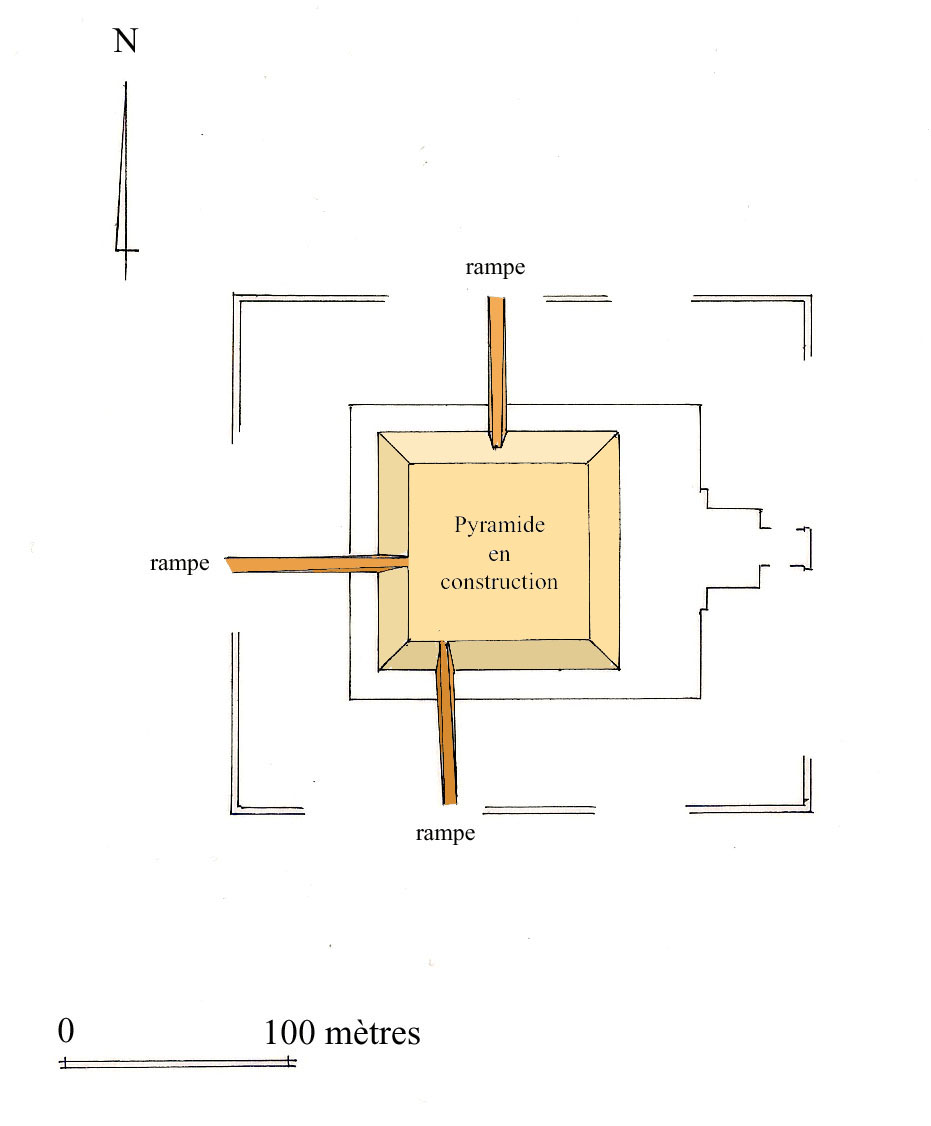
Rampes de la pyramide de Sésostris Ier à Licht

Le problème de l'élévation des pierres sur les assises des pyramides est celui qui retient le plus l'attention du public. Les égyptologues ont souvent opté pour des solutions fondées sur des rampes, dont les formes et les dimensions restent à définir, tandis que des spécialistes d'autres disciplines s'attachent à donner leurs propres explications.
Pourtant, quelques vestiges de rampes subsistent, notamment à la pyramide de Meïdoum, à la pyramide de Sekhemkhet et à celle de Khéphren, ainsi qu'à la pyramide de Sinki, et surtout à  celle de Sésostris Ier, à Licht. Toutes sont des rampes frontales, c'est-à-dire perpendiculaires aux faces. Si elles furent effectivement employées, elles ne pouvaient suffire à achever l'édifice, particulièrement dans la phase de la pose des pierres de parement si parfaitement ajustées, comme à la pyramide de Khéops.
Vers le siècle V avant JC, Hérodote rapporte l'utilisation de machines en bois sans équivalent connu par l'égyptologie. Peut-être sont-elles à rapprocher des engins de manœuvre utilisés à la construction des pyramides nubiennes et inspirés des chadoufs.

## Théories contemporaines
Dès l'Antiquité, deux modèles interprétatifs s'opposent : les théories « rampistes » à la suite de Diodore de Sicile, qui proposent de hisser les monolithes et l'ensemble des matériaux nécessaires par glissement sur une rampe ou levée de terre ; les théories « machinistes » à l'instar d'Hérodote, qui proposent l'utilisation de systèmes de levier. Une troisième famille de théories « mixtes » propose de réaliser une rampe jusqu'au niveau de la chambre du roi puis d'utiliser un levier.

### Des rampes

#### Rampe frontale en brique crue

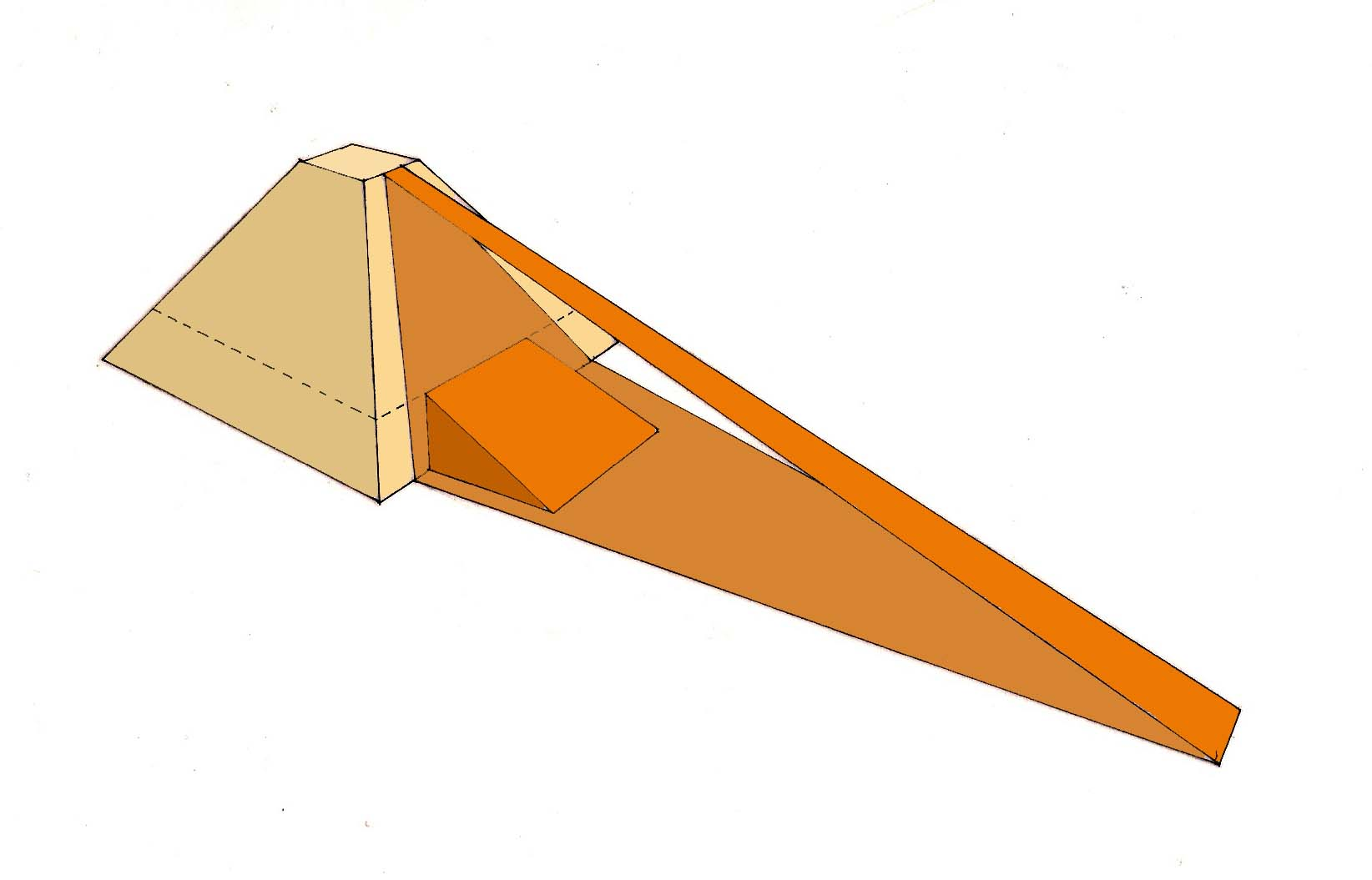
Rampe frontale préconisée par Ludwig Borchardt.

Cette théorie fut développée pour la première fois par l'égyptologue allemand Ludwig Borchardt, interprétant ainsi la présence des vestiges de rampes aux abords de la pyramide de Meïdoum. Elle consiste en une rampe unique, perpendiculaire à une face de la pyramide, dont la pente est constante quelle que soit l'élévation. Cela implique que la longueur de celle-ci croisse proportionnellement avec le nombre d'assises de la pyramide. Les blocs, posés sur des traîneaux, étaient alors charriés sur la rampe à la force des bras. De l'huile, versée par terre entre les tireurs et les patins, aidait à faire glisser les traîneaux.
L'inconvénient majeur de cette théorie est que la rampe prend des dimensions considérables et qu'elle représente, finalement, un travail aussi colossal que la pyramide elle-même. Aussi ce principe fut-il modifié, notamment par Jean-Philippe Lauer, qui propose une rampe linéaire unique en brique crue, perpendiculaire à la face orientée vers le Nil, de longueur variable jusqu'à une faible hauteur puis de longueur constante avec inclinaison variable.

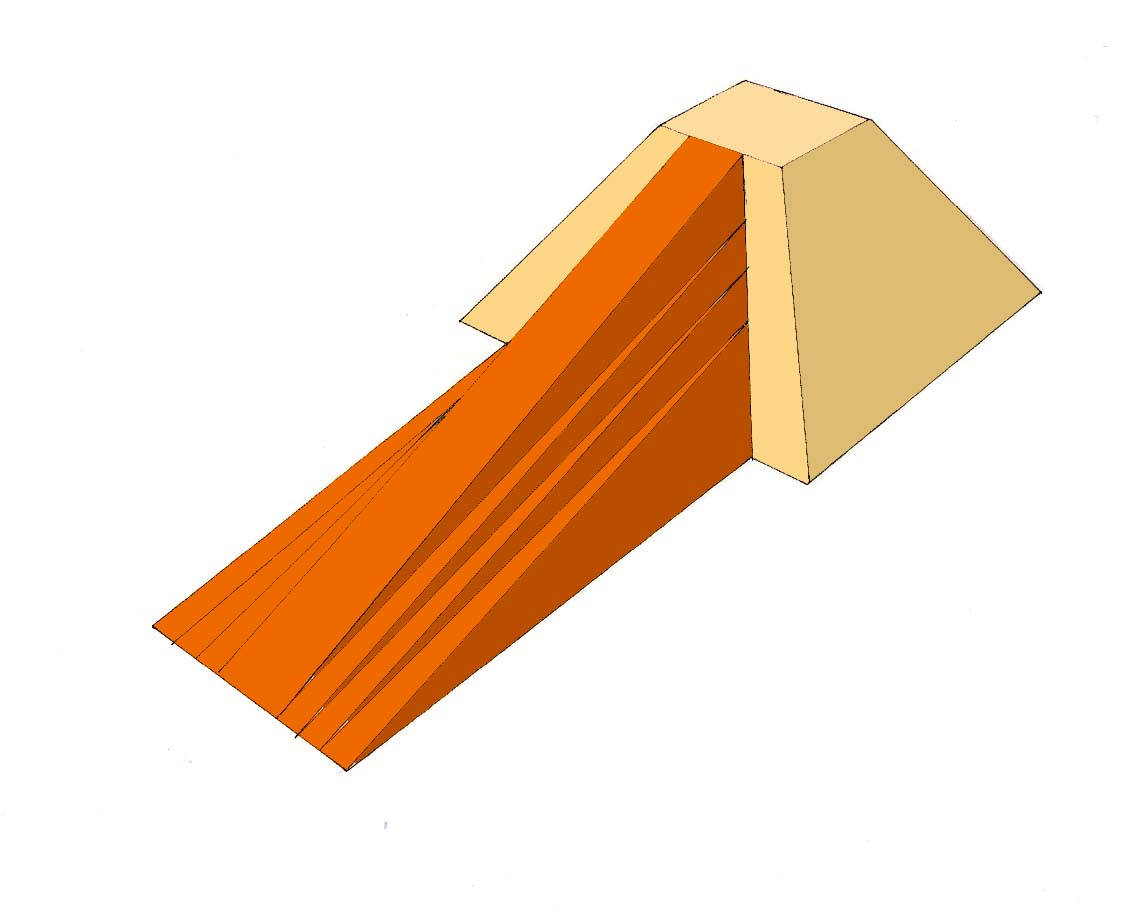
Rampe frontale préconisée par Jean-Philippe Lauer.

La rampe, suivant ces deux théories, pose des problèmes de mécanique et de génie civil importants :
- soit la rampe a une pente faible et une longueur extrêmement importante. Le volume de matériaux que représente la rampe, et qu'il faudrait déblayer ensuite est énorme, de l'ordre de grandeur du volume de la pyramide elle-même ;
- soit sa pente s'élève à mesure que la pyramide se construit, ce qui lui donne une pente très forte. La pente pour hisser les blocs devient énorme, bien au-delà de ce qui est admissible pour une voie praticable (à savoir 7 %[17]), et a fortiori pour hisser des blocs.

Cette théorie présente donc des lacunes. Elle est difficile à concilier avec la tenue des sols, la place disponible, qui sont connus des ingénieurs civils, et les possibilités de traction humaine, qui sont aujourd'hui mieux connues grâce à l'archéologie expérimentale.

#### Rampe hélicoïdale en brique crue

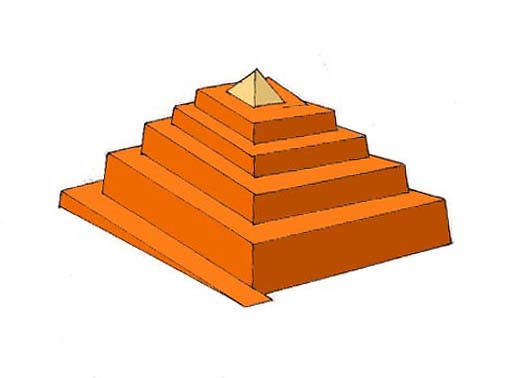
Rampe enveloppante préconisée par Georges Goyon

Cette théorie est retenue par de nombreux commentateurs. Elle s'appuie sur une construction de la pyramide avec des rampes de brique crue parallèles aux faces et permettant de tirer les blocs de pierre d'un étage à l'autre. Enveloppant entièrement la construction, cette rampe aurait permis l'élaboration de chaque assise, pierres de parement incluses, offrant une explication plausible à la finition des pierres de revêtement à partir du sommet de la pyramide. En effet, une fois le pyramidion posé, il ne restait plus qu'à démanteler la rampe à partir du sommet, dévoilant les blocs de parement qu'il suffisait de ravaler. Certains[Qui ?] objectent à cette théorie le fait que la construction de ces rampes faisant 1,6 km de longueur auraient demandé une énergie colossale, que les pentes retenues seraient incompatibles avec la tenue géotechnique des matériaux employés, que les rampes rendraient difficile l'alignement des arêtes de la pyramide devenues invisibles et qu'elle est en contradiction avec le témoignage d'Hérodote.
Bien que cette théorie ait la faveur de beaucoup d'égyptologues, elle se heurte à un écueil : comment 300 haleurs peuvent-ils continuer à tirer des charges dans des virages où il leur serait impossible de se déployer ? Georges Goyon présente des bornes faisant office de renvoi d'angle pour des cordes de traction, solution qui n'est qu'une hypothèse de dessin, non validée au niveau de la tenue mécanique des composants.

#### Rampes latérales

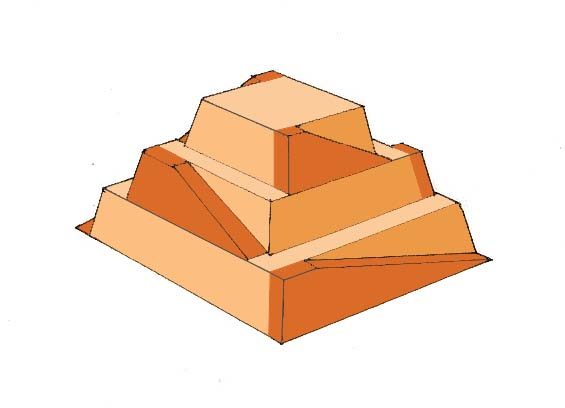
Rampes latérales

Cette théorie consiste à accoler des rampes latérales disposées en colimaçon aux faces des degrés du massif interne de la pyramide. Elle fut énoncée pour la première fois par l'égyptologue allemand Uvo Hölscher. L'inconvénient majeur est la forte pente imposée aux rampes qui ne peuvent s'étendre que sur la longueur des faces. Ce système ne peut donc permettre que l'élévation de pierres relativement légères. De plus, il rend impossible la pose du revêtement final. Cette théorie semble mieux adaptée à la construction des pyramides à degrés, dont la masse des pierres à assembler dépasse rarement les 350 kg, ce qui rendrait également possible l'emploi d'une rampe frontale à forte pente.

#### Rampe latérale avec extension

De gauche à droite : rampe en zigzag (Hölscher), rampe semi-interne (Dieter Arnold), rampe en spirale (Mark Lehner)

L'égyptologue allemand Rainer Stadelmann a dessiné une rampe latérale qui s'étend très largement devant la pyramide, de manière à adoucir la pente.

#### Rampe engagée
Son collègue Dieter Arnold a présenté une variante de la rampe précédente, non plus latérale, mais engagée dans la pyramide et dépassant, elle aussi, largement à l'extérieur.

#### Rampe en spirale

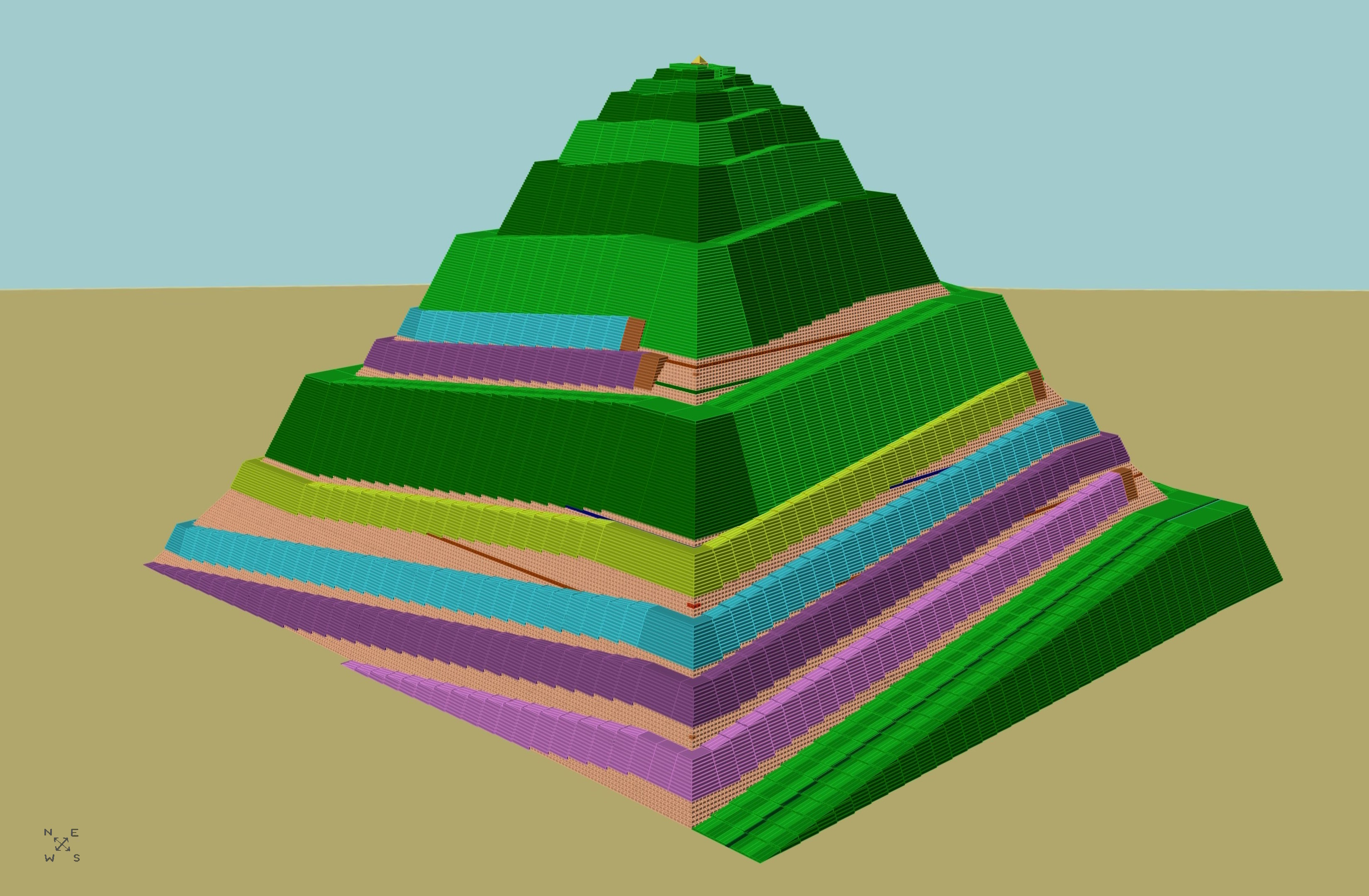
Rampes multispirales (Rudolf Volz)

En 2024, Rudolf Volz (de) a présenté sa théorie des rampes multispirales. Les rampes sont placées sur la pyramide à degrés intérieure. Au total, sept rampes commencent au niveau le plus bas. Le large chemin principal commence du côté sud de la pyramide et mène au sommet, permettant de placer le pyramidion au sommet. Deux rampes étroites commencent sur les trois autres côtés et se terminent à des hauteurs différentes.

#### Rampe frontale et rampe intérieure
En 1999, l'architecte français Jean-Pierre Houdin a publié, avec son père Henri, ingénieur, un premier article concernant l'édification de la grande pyramide de Khéops à l'aide d'une rampe intérieure, dans la Revue ID du Conseil National des Ingénieurs et Scientifiques de France. 
Avec l'égyptologue Bob Brier, Jean-Pierre Houdin a ensuite élaboré sa théorie d'une rampe extérieure frontale jusqu'à une hauteur de 43 mètres. La grande galerie aurait servi de guide à un chariot portant un contrepoids pour faciliter l'ascension sur la rampe extérieure des blocs les plus lourds. L'édification de la pyramide se serait poursuivie avec une rampe intérieure en colimaçon, et les blocs de parement en calcaire fin, déjà surfacés, auraient été posés en premier. 

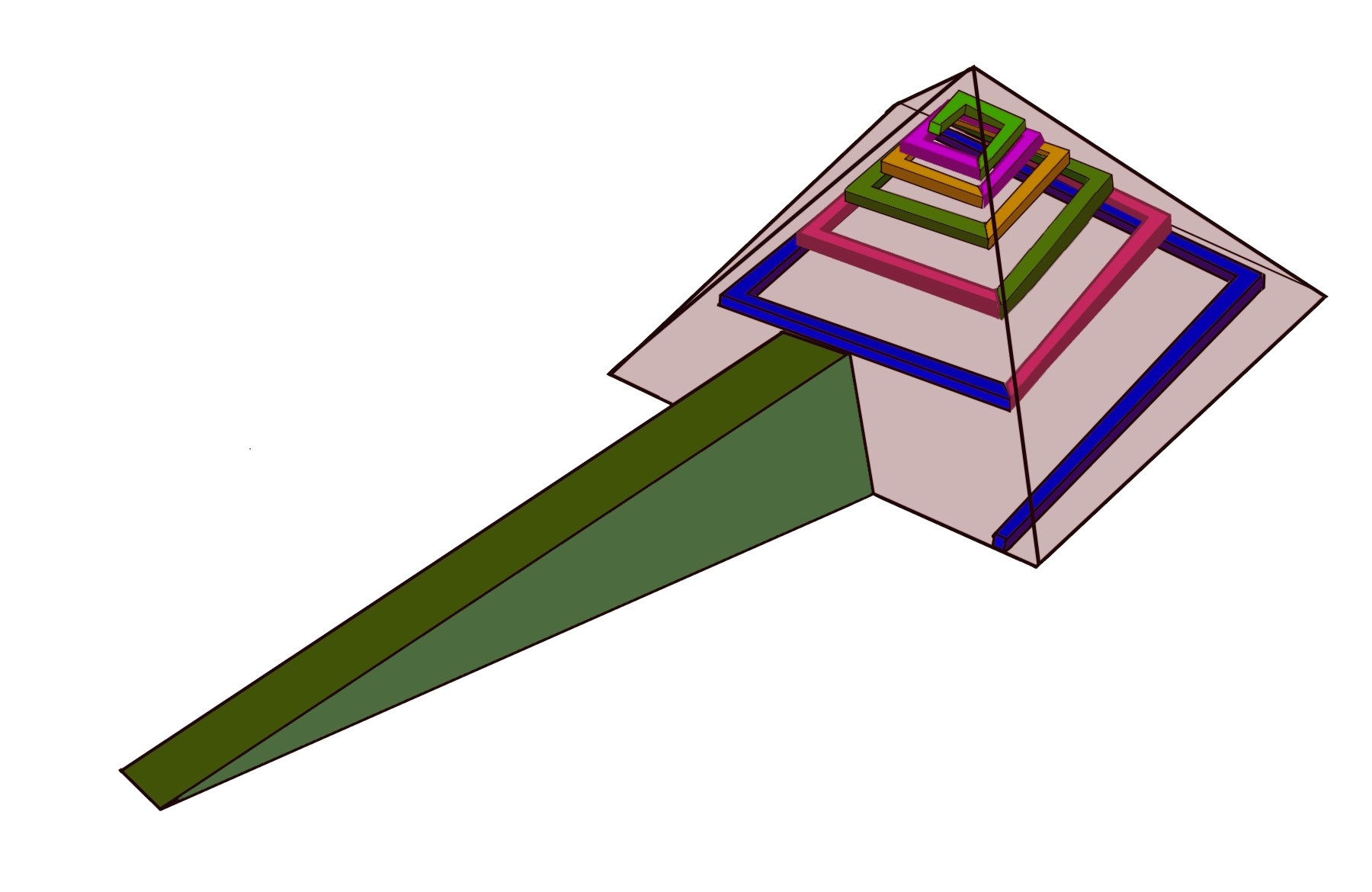
Rampe frontale et rampe intérieure (Jean-Pierre-Houdin)

La rampe frontale aurait été double, l'une utilisée pour monter les blocs de pierre pendant que l'autre rampe était rehaussée, permettant ainsi la continuité des travaux.
L'architecte met en exergue les défauts des autres théories afin de soutenir la sienne. Ainsi une rampe frontale allant jusqu'au sommet de la pyramide nécessiterait une pente trop forte ou un volume trop important. La rampe en spirale préconisée par Georges Goyon aurait manqué de stabilité et n'aurait offert que trop peu de liberté aux haleurs. C'est pourquoi il avance la théorie fondée sur la conception d'une rampe intérieure qui aurait permis de monter les blocs pour la suite des travaux : cette rampe en forme de spirale aurait ainsi couru à quelques mètres des faces de la pyramide, en vingt-et-un tronçons et sur 1,6 km. À chaque rencontre de l'une des arêtes, un espace ouvert aurait permis de tourner les blocs de pierre.
Jean-Pierre Houdin s'appuie sur plusieurs indices archéologiques afin d'étayer son hypothèse. L'un d'eux est la présence dans l'obélisque maçonné d'un temple solaire (celui de Niouserrê à Abousir), de ce qu'il qualifie d'une rampe interne. Le site, datant de la Ve dynastie et méticuleusement étudié par Ludwig Borchardt, présente il est vrai une structure interne en colimaçon, un escalier d'accès à la terrasse du premier tronc de l'obélisque.
L'autre argument principal est le contrôle des arêtes de la pyramide, que seule l'édification par rampe interne aurait permis de maîtriser. L'auteur soutient que les faces des pyramides devaient rester dégagées et posséder dès les premiers lits de pierre, leur parement en calcaire fin.
Les mesures micro-gravimétriques, effectuées par EDF en 1986 lors de l'étude de l'architecte français Gilles Dormion, ont révélé des différences de densité dans l'infrastructure en forme de spirale. Ce dernier interprète ces mesures comme l'évidence de la présence de gradins dans le corps de la pyramide. Ce fait a déjà été constaté dans d'autres pyramides dans un état de ruine plus avancé. La pyramide de Mykérinos, éventrée sur son côté nord, montre de tels gradins. La pyramide de Meïdoum, pyramide à faces lisses effondrée, ne montre plus que son massif interne en gradins. Les pyramides de la Ve dynastie étaient également dotées de ce type d'infrastructure. Cette particularité démontre que les Égyptiens, tout en faisant évoluer leurs monuments, intégraient dans leurs édifices des éléments architectoniques et symboliques élaborés de longue date. Jean-Pierre Houdin, quant à lui, y voit plutôt la présence d'une structure interne en colimaçon.
La conception de cette structure dotée sur toute sa longueur d'une voûte en encorbellement, analogue à la grande galerie mais longue de 1,6 km, aurait nécessité une mise en œuvre très délicate.
Une telle rampe intérieure n'a jamais été découverte ni dans la pyramide de Khéops, ni dans la pyramide de Khéphren (pyramide présentant le même défi technique qu'à Khéops). Mais seule une étude plus poussée du monument permettrait de valider ou non cette théorie.
D'autres personnes ont soutenu une théorie de rampe interne : 
- L'Italien Elio Diomedi[Quand ?][31],
- Le Français Jean Rousseau dans son livre Construire la grande pyramide, Éditions L'Harmattan, 2001[32], y fait référence dans un paragraphe page 161.

### Des rampes et des machines

#### Rampes en zigzag, chèvres et cabestans
Jean-Pierre Adam a une préférence pour un système de quatre rampes en zigzag, soit une sur chaque face. Mais il n'exclut pas l'utilisation complémentaire de chèvres, déjà proposées par Auguste Choisy, ou de cabestans mus à la force des bras. Selon Jean-Pierre Adam, les Égyptiens connaissaient la roue.
Jean Kerisel, polytechnicien, ingénieur des Ponts et Chaussées, propose des solutions de nature similaire. Ainsi que Jean Kuzniar dans son livre La pyramide de Khéops, Une solution de construction inédite, éditions du Rocher.
Le principe de la rampe est une théorie insuffisante au niveau des hypothèses sur les modes de réalisation, et n'est qu'un élément partiel de la compréhension de la logistique et de l'organisation spatiale du chantier. Cette théorie doit être améliorée pour répondre aux problèmes de son assise sur la pyramide, et des moyens de traction des blocs. Ces théories et les hypothèses de leurs modes de réalisation doivent être vérifiées dans le détail par des calculs de base de génie civil, tels que la tenue à la charge de la voie, le cubage des matériaux, la vitesse de transport des blocs, la place nécessaire pour la main d'œuvre, les coefficients de frottement et les moyens de repérage pour les géomètres.
Ces éléments de vérification sont rarement présentés par les égyptologues dans les ouvrages publiés, et leurs présentations restent critiquables du point de vue mécanique, ce qui ramène leurs théories au rang de simples hypothèses.

### Des machines

#### Chèvres
Auguste Choisy, polytechnicien, ingénieur des Ponts et Chaussées, émet l'hypothèse de la construction par degrés et en pelures d'oignon.
L'égyptologue allemand Uvo Hölscher défendit d'abord l'idée des rampes en zigzag (reprises plus récemment par Jean-Pierre Adam), puis se pencha sur des moyens de manutention comme les pinces de levage.
Hermann Strub-Roessler reprend l'idée des chèvres, mais d'un modèle beaucoup plus élaboré que celles d'A. Choisy, avec de multiples cabestans et cordages de manœuvre formant un portique rectangulaire.
L'absence de poulies et de treuils jusqu'à la XIIe dynastie exclut l'utilisation de ces chèvres à l'origine.

#### Élévateurs

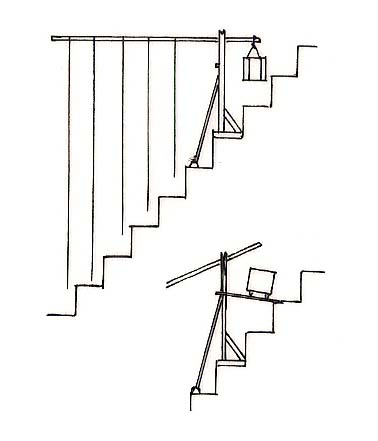
Système de Louis Croon

Louis Croon, ingénieur allemand, reprend le principe du chadouf, c'est-à-dire d'un levier de grande dimension manœuvré sur un axe, et pivotant pour l'occasion. Il étudie aussi un type de rampe frontale peu éloigné de celui de Jean-Philippe Lauer, mais de largeur constante.
En 1993, L. Albertelli propose un système de levier pouvant tracter un monolithe de trente tonnes le long de la paroi de la pyramide, grâce à une nacelle lestée d'ouvriers
En 2007, Philippe Tixier propose une chaîne de balanciers, chacun étant actionné par une équipe de trente-cinq hommes qui se déplacent sur le balancier. Un bloc de deux tonnes et demi serait ainsi hissé d'une assise en moins de dix secondes. Le bloc suivant étant hissé environ vingt secondes plus tard. Une telle chaîne peut élever jusqu'à deux mille blocs chaque jour jusqu'à l'étage en construction.

#### Théorie du système constructif des pyramides

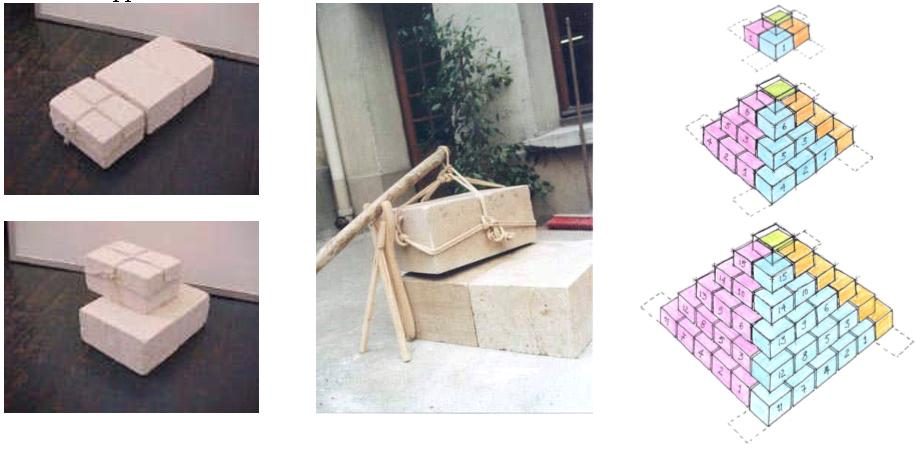
Algorithme constructif proposé par P. Crozat.

Le système constructif des pyramides proposé par Pierre Crozat, architecte - ingénieur polytechnicien EPFL, repose sur l'analyse de l'histoire des techniques de l'art de bâtir, la géologie du site et une lecture au premier degré des écrits d'Hérodote, qui rapportent les paroles des prêtres égyptiens de son temps concernant la construction des pyramides. Dans ce système, la forme pyramidale de la construction est une conséquence de la technique d'agencement des blocs (que Crozat appelle « algorithme constructif »), c'est-à-dire par encorbellement successifs à l'aide d'un levier posé sur un trépied. Cet algorithme constructif ne génère que de la pyramide. Les matériaux proviennent des carrières, dont les fronts de tailles et les laissés peuvent être vus encore aujourd'hui. Cette théorie permet, selon son auteur, de situer les grandes pyramides lisses égyptienne à l'intérieur d'un « continuum technique », trouvant son origine dans les premiers épierrements agricoles du Néolithique, fondé sur une méthode universellement répandue de construction, dite « d'accrétion - exhaussement », qui génère, ordonne et formalise l'ensemble des édifices tumulaires, y compris les pyramides à degrés, dans le temps et dans l'espace. Elle a fait l'objet d'une thèse de doctorat de l'ENSMN.

### Théories alternatives

#### Transport et levage par canaux et écluses
Selon Jean-Pierre Adam, Pline l'Ancien préconisait déjà de transporter les obélisques et autres lourds monolithes suspendus entre deux embarcations et immergés, de sorte qu'ils perdent, par la poussée d'Archimède, plus du tiers de leur poids. Le halage devient alors possible, aisé même, analogue à celui des lourds chalands sur nos canaux.
Manuel Minguez, technicien du génie civil, a présenté en 1985 une hypothèse d'application de moyens hydrauliques au transport des mégalithes, à la construction des pyramides et à l'érection des obélisques : il mène des expériences de halage en grandeur nature et développe l'idée des monolithes suspendus et immergés entre deux chalands ; puis il décrit un système d'écluses pour la construction des pyramides. Les obélisques, quant à eux, descendus au fil du fleuve depuis les carrières d'Assouan, ne nécessitaient aucun halage, mais plutôt un freinage efficace. Ils étaient mis en place et érigés, selon Manuel Minguez, par redressement dans un bassin artificiel, de manière contrôlée et à tout moment réversible.
L'hypothèse hydraulique est également envisagée par une étude de 2024.

#### Hypothèse de pierres moulées
Selon cette hypothèse, une partie des blocs de pierre des pyramides d'Égypte ont été non pas taillés mais moulés, à la manière du béton. Depuis 1978, le professeur Joseph Davidovits, ingénieur chimiste, développe une théorie selon laquelle les pyramides égyptiennes seraient non pas faites de blocs de pierre taillée mais de pierre réagglomérée : du calcaire naturel désagrégé, mélangé à un liant, puis moulé.
En 2006, les conclusions concordantes d'une équipe de chercheurs de l'université de Drexel, menée par Michel Barsoum, ajoutent du crédit à cette thèse[source secondaire nécessaire].
En 2012, une étude scientifique publiée dans la revue scientifique Europhysics News, met en évidence le caractère artificiel d'une partie des pierres des pyramides égyptiennes[source secondaire nécessaire].
Depuis 2001, Joël Bertho architecte des structures, propose une autre théorie sur la pyramide en pierre reconstituée.[source secondaire nécessaire]

#### Construction par escalier
Dans le livre Pyramides ou le principe de l'escalier, 2012, éd. L'Harmattan, Eric Guerrier développe une thèse suggérant que les pyramides auraient été édifiées, sans rampe, par paliers successifs avec l'aide de principes simples de machines rudimentaires

## Témoignage des auteurs anciens

### Machines d'Hérodote

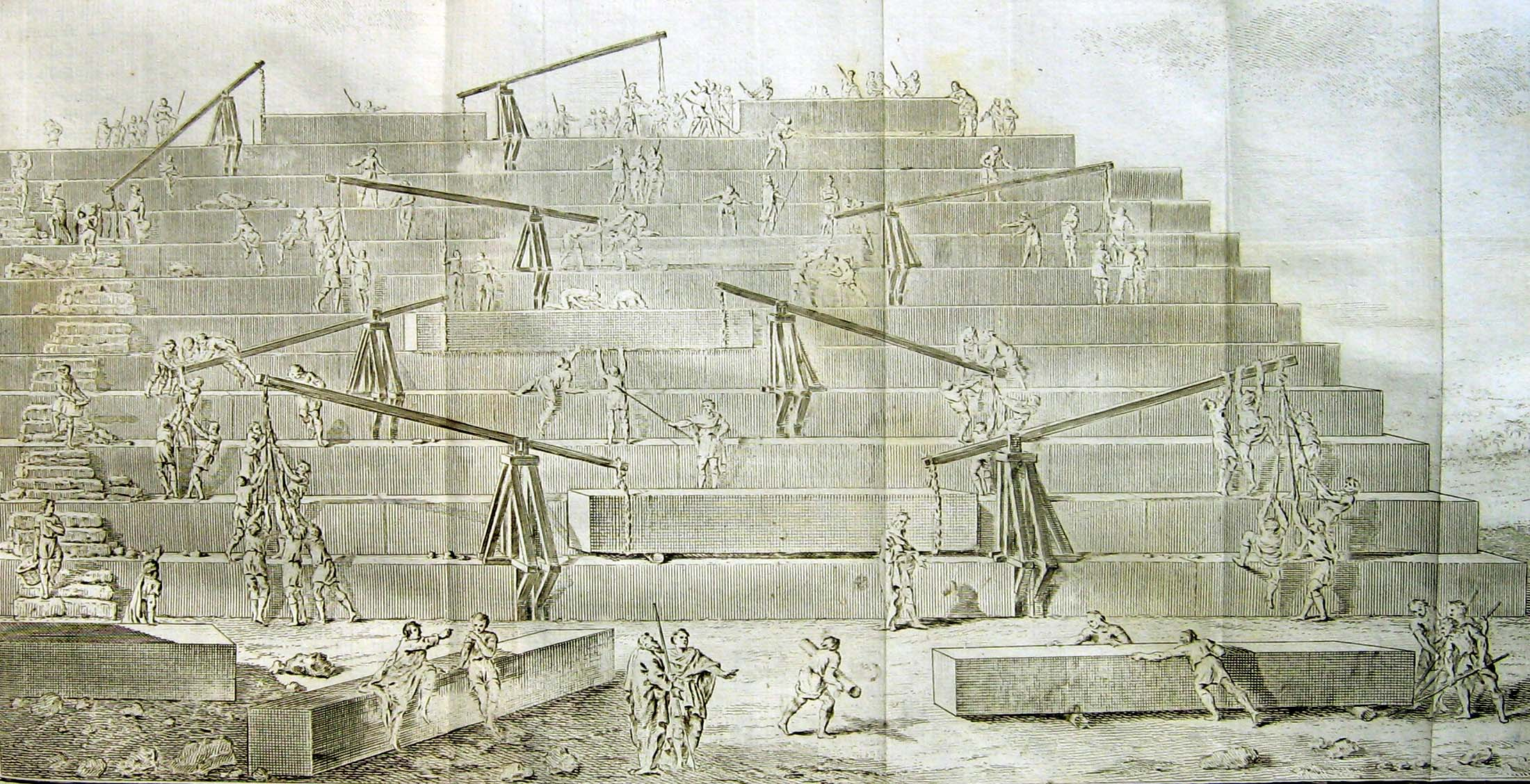
Interprétation du témoignage d'Hérodote.
Gravure du XVIIIe siècle

Lorsque Hérodote visite l'Égypte vers -450, le pays est sous domination perse depuis un peu moins d'un siècle (XXVIIe dynastie). Ne parlant pas la langue des Égyptiens, Hérodote doit faire appel à des traducteurs, ou bien se contenter des dires des colons grecs qui habitent le pays. Il est difficile de savoir quelle connaissance les Égyptiens de l'époque pouvaient avoir des méthodes de construction de monuments vieux déjà de plus de 2 000 ans, et on ne peut que s'interroger sur la véracité des propos rapportés par Hérodote ; il apparaît peu probable qu'ils soient entièrement conformes à la réalité.

#### Taille et transport des pierres

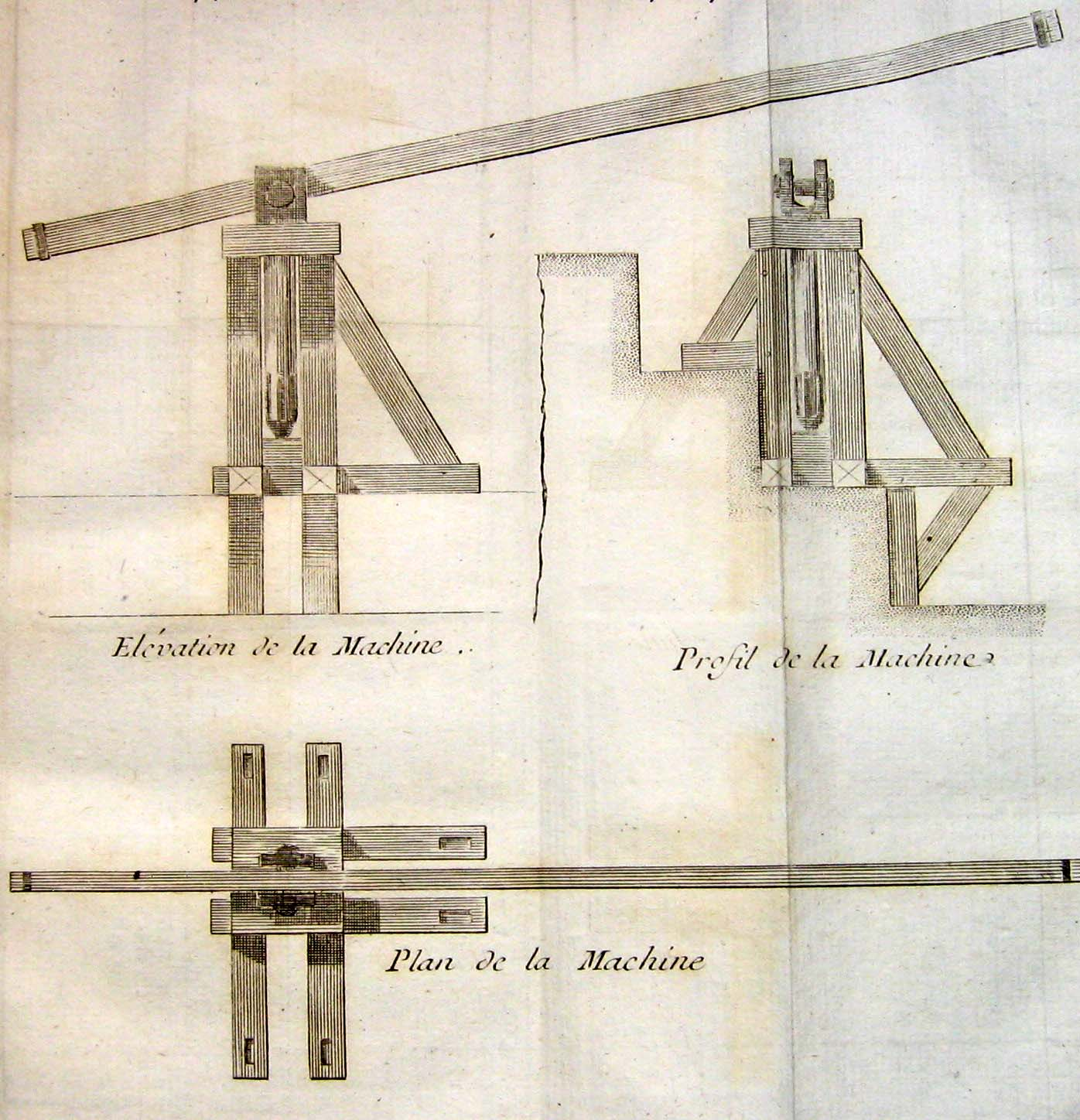
Interprétation du témoignage d'Hérodote (gravure du XVIIIe siècle)

« Les uns durent, depuis les carrières de la Chaîne Arabique, traîner jusqu'au Nil les blocs de pierre qu'on en tirait ; d'autres eurent la tâche de recevoir ces pierres, passées en barques sur l'autre rive, et de les traîner jusqu'à la montagne qu'on appelle la Chaîne Libyque. Cent mille hommes travaillaient à la fois, relevés tous les trois mois »

#### Assemblage de la pyramide
« Voici comment on construisit cette pyramide, par le système des gradins successifs que l'on appelle tantôt krossai (corbeaux), tantôt bomides (plates-formes). On la construisit d'abord sous cette forme, puis on hissa les pierres de complément à l'aide de machines faites de courtes pièces de bois : on montait la pierre du sol jusqu'à la première plate-forme ; là, on la plaçait dans une autre machine installée sur le premier gradin, et on la tirait sur jusqu'au deuxième gradin, où une troisième machine la prenait. »
Hérodote ne donne en fait aucune indication sur la méthode de construction de la pyramide en elle-même. Il dit juste qu'elle est construite par « système des gradins successifs » et ce n'est que pour les pierres de parement (« pierres de complément ») qu'il rapporte la technique des machines de levage à l'aide de leviers en bois.
Léonard de Vinci aurait dessiné une machine basée sur la description d'Hérodote. Les représentations ultérieures sont basées sur les croquis de Léonard de Vinci dans le Codex Madrid. Les représentations visuelles ne peuvent pas prétendre représenter la machine d'Hérodote avec certitude.

### Terrasses solubles de Diodore de Sicile
L'historien grec Diodore de Sicile (Ier siècle avant notre ère) n'émet pas du tout « l'hypothèse de rampes et de traîneaux », comme on le répète souvent : il rapporte seulement que « les pierres ont été, dit-on, disposées au moyen de terrasses […] de sel et de nitre (appellation ancienne du natron d'Égypte) qui auraient été dissoutes par les eaux du Nil ». Ni rampes, ni traîneaux chez Diodore : tout au plus des « terrasses » (c'est très différent), auxquelles il dit d'ailleurs ne pas croire.

### «Lentilles» de Strabon
Le géographe grec Strabon voyagea en Égypte en -25 ou -24. Dans sa Géographie (XVII, 1,33-34), il évoque seulement, tenant lieu de porte dans le parement extérieur de la grande pyramide, une « pierre qui peut s'enlever (λίθον ἐξαιρέσιμον) et qui, une fois enlevée, laisse voir l'entrée d'une galerie tortueuse ou syringe, aboutissant au tombeau » ; il mentionne également le revêtement de granite, jusqu'à mi-hauteur, de la pyramide de Mykérinos et enfin la présence de « lentilles » (nummulites) sur tout le plateau. Il ne dit rien des méthodes de construction des pyramides.

## Principaux travaux égyptologiques traitant du sujet
- Dieter Arnold, The Pyramid of Senwosret I, 1988, The Metropolitan Museum of Art, vol. 22.
- Dieter Arnold, The Pyramid Complex of Senwosret I, 1992, The Metropolitan Museum of Art, vol. 25.
- Georges Goyon, Le Secret des bâtisseurs des grandes pyramides, Khéops, 1990, Pygmalion, coll. Les Grandes aventures de l'archéologie, 309 p.
- Jean-Claude Goyon, C. Simon-Boidot, G. Martinet, La construction pharaonique du Moyen Empire à l'époque gréco-romaine : Contexte et principes technologiques, 2004, Picard, 456 p.
- Uvo Hölscher, Das Grabdenkmal des Königs Chephren en ligne, PDF, 1912
- Jean-Philippe Lauer, Le Mystère des pyramides, 1988, Presses de la Cité.
- Jean-Pierre Houdin, Khéops, les secrets de la construction de la grande pyramide, 2006, éd. du Linteau et Farid Atiya Press.
- Jean-Pierre Houdin et Bob Brier, Le secret de la Grande Pyramide, 2008, éditions Fayard.
- H.D. Bui, J. Montluçon, J. Lahksmanan, J-C. Erling, C. Nakla, « The application of microgravity survey in the endoscopy of ancient monuments » in The engineering geology of ancient works, monument and historical sites. Athens Symposium 19-23 septembre 1988, Marinos & Koulis, p. 1063-1069, Balkema (Rotterdam).
- L. Albertelli Le secret de la construction de la pyramide de Khéops, 1993, éditions du Rocher.
- Gilles Job, Le mystère de la construction des pyramides - L'énigme résolue, 2006, Bénévent, essai.
- Éric Guerrier, Le principe de la pyramide égyptienne, 1981, éditions Robert Laffont.
- Éric Guerrier, Les pyramides, l'enquête, 2006, éditions Cheminements.
- Éric Guerrier, Pyramides ou le principe de l'escalier, 2012, éditions L'Harmattan.
- Jean Kuzniar, La Pyramide de Khéops - Une solution de construction inédite, (préface de Bernard Mathieu), 2017, éditions du Rocher.
- Franck Monnier, L’univers fascinant des pyramides, Paris, Faton, 2021
- Pierre Tallet et Mark Lehner, Les papyrus de la mer Rouge, L’inspecteur Merer : un témoin oculaire de la construction des pyramides, Errance, Actes Sud, 2021